# Zweefvliegen (dieren)
Zweefvliegen (Syrphidae) zijn een familie van insecten uit de orde van de tweevleugeligen (Diptera). In Nederland zijn 363 soorten zweefvliegen waargenomen; 303 daarvan worden als inheems beschouwd. Sommige andere vliegenfamilies vertonen gelijkende kenmerken, zoals de familie van de wolzwevers (Bombyliidae).

## Beschrijving
Zweefvliegen zijn er in alle soorten en maten. De meesten zijn onopvallend en blijven in lengte onder de twee centimeter, zoals de kleine gitjes die enigszins op wapenvliegen lijken en die vaak op paardenbloemen of madeliefjes aangetroffen kunnen worden. 
Een aantal opvallende zweefvliegen, zoals bijvliegen en fopwespen, bootsen vliesvleugeligen na zoals wespen, bijen, of hommels, door hun opvallend felle kleuren, overeenkomstige kleurpatronen of lichaamsbeharing op borststuk en achterlijf. Zweefvliegen die op hommels lijken, hebben een harig achterlijf, soorten die op wespen lijken meestal niet. Het lijken in kleur, vorm en/of geluid op andere, gevaarlijkere dieren heet mimicry en komt bij zeer veel diergroepen voor.
De belangrijke verschillen zijn;
- vleugels; zweefvliegen hebben er twee, vliesvleugeligen vier.
- bouw; een zweefvlieg heeft vaak geen taille, vliesvleugeligen vaak wel.
- antennen; de antennen zijn drieledig bij zweefvliegen en onbeweeglijk, vliesvleugeligen hebben beweeglijke antennes met meer dan drie leden.
- ogen; vliegenogen zijn bijna rond en vullen een groot deel van de kop, ogen van vliesvleugeligen zijn langwerpig (ze lijken nijdig te kijken) en vullen minder groot deel in van de kop.
- vlucht; ten opzichte van de veel zwaardere hommels, bijen en wespen zijn zweefvliegen heel wendbaar en hebben ze het vermogen perfect stil te hangen, te 'zweven'; vandaar ook hun naam.

De zweefvliegen onderscheiden zich van de andere vliegen door een unieke vleugeladering. In de vleugel is namelijk een ader aanwezig die niet zoals andere aderen een begin in de vleugelbasis heeft en eindigt aan de vleugelrand, maar die een eindje van de basis af begint en voor de rand van de vleugel eindigt. Deze ader heet vena spuria en is bij bijna alle zweefvliegensoorten aanwezig.

## Sekse-onderscheid
Bij veel soorten zijn de mannetjes van de vrouwtjes te onderscheiden doordat de ogen van de mannetjes elkaar boven op de kop raken, terwijl bij de vrouwtjes deze juist van elkaar gescheiden zijn. Dit is geen heel harde regel, want er zijn ook soorten waarbij bij zowel de mannetjes als de vrouwtjes de ogen gescheiden zijn, maar ook in dat geval blijven de ogen van de vrouwtjes verder uit elkaar staan vergeleken met die van de mannetjes van dezelfde soort. Alle mannetjes hebben daarentegen wel een asymmetrische knobbel op hun achterlijfspunt. De vrouwtjes hebben daar een heel klein gaatje en alles is symmetrisch op de achterlijfspunt.

## Ontwikkeling
Volwassen zweefvliegen leven vrijwel zonder uitzondering van nectar en stuifmeel, ze zijn dan ook vaak op bloemen te zien. De larven van veel soorten zweefvliegen eten bladluizen. Deze soorten zweefvliegen zijn dan ook geliefd in kassen en de tuinbouw. Echter bij heel wat andere soorten eten de larven andere dingen, zoals sap van bomen; organisch afval in plassen of water dat zich heeft verzameld in holtes van bomen; of weefsel uit de bladeren, stelen of wortels van planten. Over de leefwijze van de larven van zweefvliegen is, voor verschillende soorten (bijvoorbeeld, het genus Ceriana, de zogenaamde Fopblaaskoppen), nog heel weinig of niets bekend.
De larven van zweefvliegen zien er dan ook verschillend uit, afhankelijk van waar ze leven en wat ze eten;
- Bladluisetend: larven lijken een kruising tussen een naaktslak en een worm, leven op planten zoals de halvemaanzweefvliegen.
- Afvaletend op het land: platte, wormachtige larven soms met beharing, leven soms in wespennesten, zoals de stadsreus (Volucella zonaria).
- Afvaletend in het water: made-achtige dikke larve met zeer lange telescopische adembuis die boven water wordt gestoken. Deze larven worden ook wel rattenstaartlarven genoemd, onder andere de blinde bij (Eristalis tenax) heeft een dergelijke larve.

### Galerij: ontwikkeling

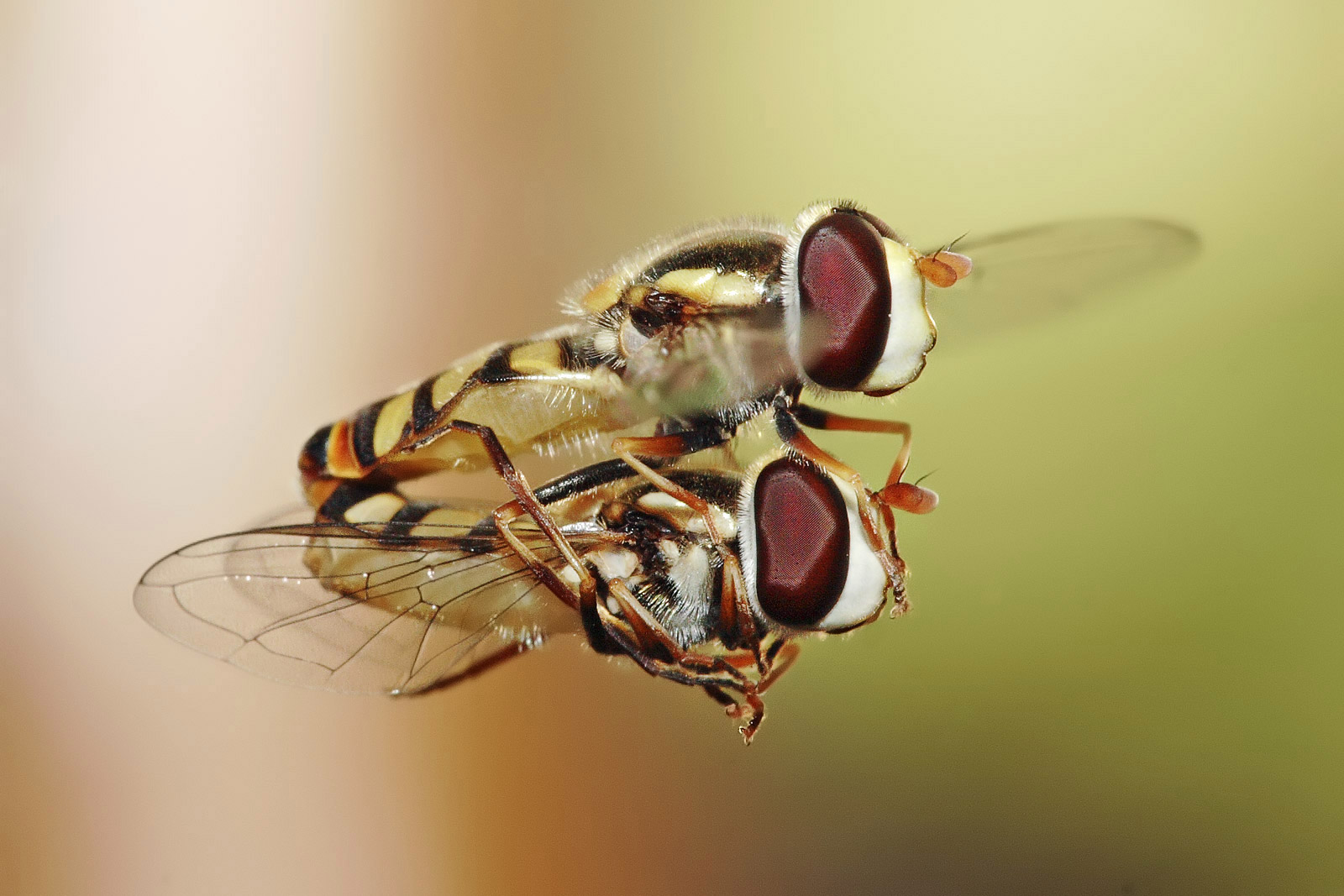
Paring in vlucht (Simosyrphus grandicornis)
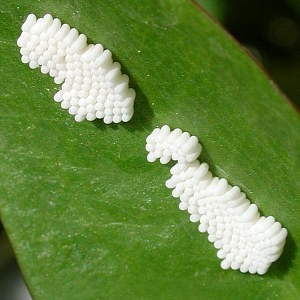
Eitjes van de gewone pendelvlieg
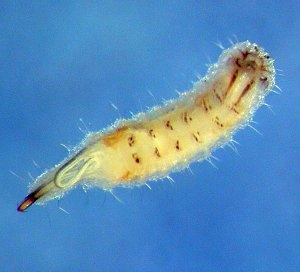
Onder water levende rattenstaartlarve (gewone pendelvlieg)
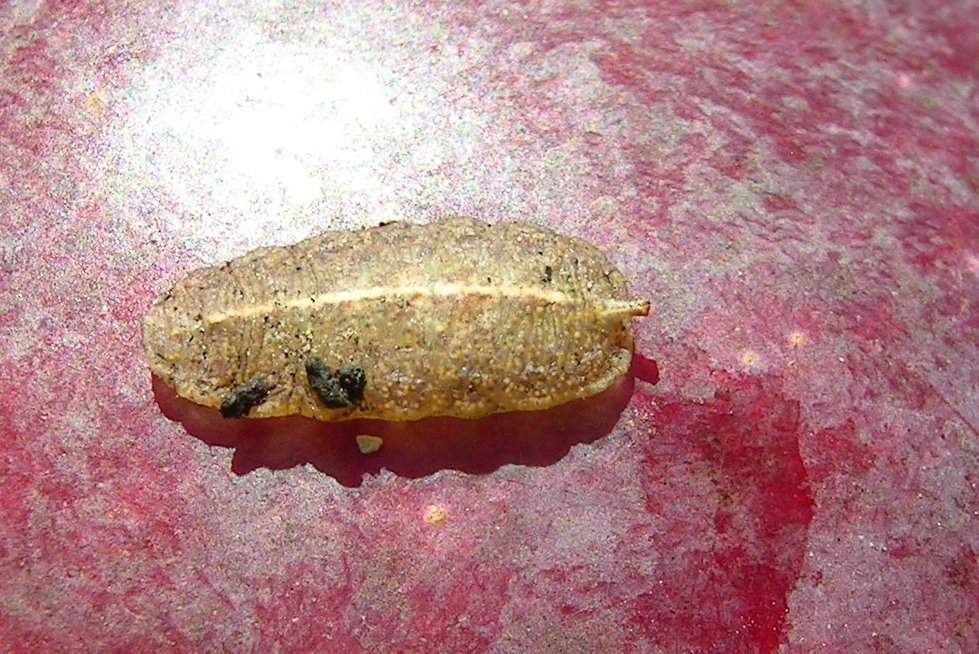
Op landplanten levende larve van een onbekende bladluisetende soort
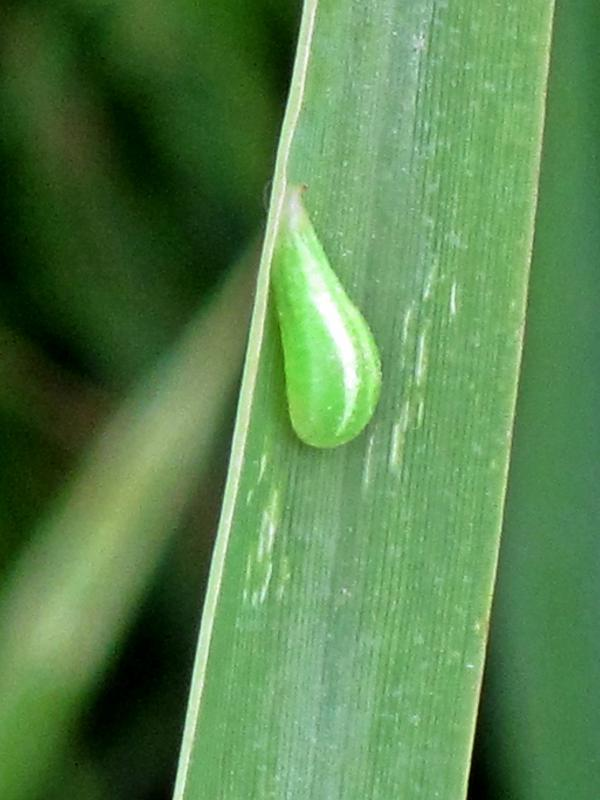
Pop van Platycheirus soort (platvoetje)

## Verspreiding en leefgebied
De familie komt wereldwijd voor. Volwassen zweefvliegen leven op bloemen, vooral op schermbloemigen en composieten.
In Nederland nemen zweefvliegen af, zowel in aantallen soorten als in aantallen individuen. Begin jaren negentig van de vorige eeuw nam de snelheid waarmee zweefvliegsoorten uit Nederland verdwijnen plotseling opvallend toe. Deze trendbreuk viel in de tijd samen met de introductie van neonicotinoïden in de landbouw. Droogte als gevolg van klimaatverandering is een andere mogelijke factor voor de achteruitgang van zweefvliegen in Nederland.

## Taxonomie
De volgende taxa zijn bij de familie ingedeeld:
- Onderfamilie Eristalinae (=Milesiinae)
  - Tribus Brachyopini (=Chrysogasterini Shannon, 1922)
    - Subtribus Brachyopina
      - Geslacht Brachyopa (=Eugeniamyia)
        - Ondergeslacht B. (Brachyopa) Meigen, 1822
        - Ondergeslacht B. (Hammerschmidtia) Schummel, 1834
        - Ondergeslacht B. (Trichobrachyopa) Kassebeer, 2001

      - Geslacht Chromocheilosia Hull & Fluke, 1950
      - Geslacht Chrysogaster Meigen, 1803 (=Ighboulomyia)
      - Geslacht Chrysosyrphus Sedman, 1965
      - Geslacht Cyphipelta Bigot, 1859
      - Geslacht Hemilampra Macquart, 1850
      - Geslacht Lejogaster Rondani, 1857
      - Geslacht Lepidomyia Loew, 1864 (=Lepidostola)
      - Geslacht Liochrysogaster Stackelberg, 1924
      - Geslacht Melanogaster Róndani, 1857
      - Geslacht Myolepta (=Eumyolepta, Sarolepta, Xylotaeja)
        - Ondergeslacht M. (Myolepta) Loew, 1864
        - Ondergeslacht M. (Protolepidostola) Hull, 1949d

      - Geslacht Neoplesia  Macquart, 1850
      - Geslacht Orthonevra Macquart, 1829
      - Geslacht Riponnensia Maibach, Goeldlin & Speight, 1994

    - Subtribus Spheginina
      - Geslacht Austroascia Thompson & Marnef, 1977
      - Geslacht Chamaesphegina Shannon & Aubertin, 1922 (=Desmetrum)
      - Geslacht Neoascia (=Stenopipiza)
        - Ondergeslacht N. (Neoascia) Williston, 1887
        - Ondergeslacht N. (Neoasciella) Stackelberg, 1965

      - Geslacht Sphegina
        - Ondergeslacht S. (Sphegina) Meigen, 1822
        - Ondergeslacht S. (Asiosphegina) Stackelberg, 1975

  - Tribus Callicerini (=Calliceratinae Brues & Melander, 1932)
    - Geslacht Callicera Panzer, 1809
    - Geslacht Notiocheilosia Thompson, 1972

  - Tribus Cerioidini (=Ceriini, Cerioidinae Wahlgren, 1909)
    - Geslacht Ceriana (=Ceria, Ceriathrix, Cerioides, Hisamatsumyia, Shambalia, Tenthredomyia)
      - Ondergeslacht C. (Ceriana) Rafinesque, 1815
      - Ondergeslacht C. (Monoceromyia) Shannon, 1925
      - Ondergeslacht C. (Polybiomyia) Shannon, 1925
      - Ondergeslacht C. (Sphiximorpha) Rondani, 1850

    - Geslacht Primocerioides Shannon, 1927

  - Tribus Eristalini
    - Subtribus Eristalina
      - Geslacht Austalis Thompson & Vockeroth, 2003
      - Geslacht Axona Walker, 1864
      - Geslacht Digulia Meijere, 1913
      - Geslacht Dissoptera Edwards, 1915 (=Xenozoon)
      - Geslacht Eristalinus (=Metalloeristalis, Oreristalis)
        - Ondergeslacht E. (Eristalinus) Rondani, 1845
        - Ondergeslacht E. (Eristalodes) Mik, 1897
        - Ondergeslacht E. (Helophilina) Becker, 1922
        - Ondergeslacht E. (Lathyrophthalmus) Mik, 1897
        - Ondergeslacht E. (Merodonoides) Curran, 1931

      - Geslacht Eristalis (=Cristalis, Elophilus, Eristaloides, Eristalomya, Eristalomyia, Eriops, Tubifera)
        - Ondergeslacht E. (Eoseristalis) Kanervo, 1938
        - Ondergeslacht E. (Eristalis) Latreille, 1804

      - Geslacht Keda Curran, 1931
      - Geslacht Kertesziomyia (=Catacores, Kertesziomya, Klossia, Paramesembrius)
        - Ondergeslacht K. (Kertesziomyia) Shiraki, 1930
        - Ondergeslacht K. (Pseuderistalis) Shiraki, 1930

      - Geslacht Lycastrirhyncha Bigot, 1859
      - Geslacht Meromacroides Curran, 1927
      - Geslacht Meromacrus Rondani, 1849 (=Metameromacrus, Plagiocera, Promilesia, Pteroptila, Thalamopales)
      - Geslacht Palpada (=Doliosyrphus)
        - Ondergeslacht P. (Gymnopalpada) Vockeroth, 1981
        - Ondergeslacht P. (Palpada) Macquart, 1834
        - Ondergeslacht P. (Trichopalpada) Vockeroth, 1981

      - Geslacht Phytomia (=Megaspis, Streblia)
        - Ondergeslacht P. (Dolichomerus) Macquart, 1850
        - Ondergeslacht P. (Phytomia) Guerin-Meneville, 1833

      - Geslacht Senaspis Macquart, 1850 (=Protylocera, Triatylosus)
      - Geslacht Simoides Loew, 1858
      - Geslacht Solenaspis Osten Sacken, 1881

    - Subtribus Helophilina
      - Geslacht Austrophilus Thompson, 2000
      - Geslacht Chasmomma Bezzi, 1915
      - Geslacht Dolichogyna
        - Ondergeslacht D. (Dolichogyna) Macquart, 1842
        - Ondergeslacht D. (Nosodepus) Speiser, 1913

      - Geslacht Habromyia Williston, 1888 (=Edwardsietta)
      - Geslacht Helophilus (=Kirimyia)
        - Ondergeslacht H. (Helophilus) Meigen, 1822
        - Ondergeslacht H. (Pilinasica)

      - Geslacht Lejops (=Eurinomyia)
        - Ondergeslacht L. (Anasimyia) Schiner, 1864
        - Ondergeslacht L. (Arctosyrphus) Frey, 1918
        - Ondergeslacht L. (Asemosyrphus) Bigot, 1882
        - Ondergeslacht L. (Eurimyia) Bigot, 1883
        - Ondergeslacht L. (Lejops) Rondani, 1857
        - Ondergeslacht L. (Lunomyia) Curran & Fluke, 1926
        - Ondergeslacht L. (Polydontomyia) Williston, 1896

      - Geslacht Mallota (=Imatisma, Paramallota, Trigridemyia)
        - Ondergeslacht M. (Mallota) Meigen, 1822
        - Ondergeslacht M. (Myathropa) Linnaeus, 1758

      - Geslacht Mesembrius (=Prionotomyia, Tityusia)
        - Ondergeslacht M. (Mesembrius) Rondani, 1857
        - Ondergeslacht M. (Vadonimyia) Séguy, 1951

      - Geslacht Ohmyia Thompson, 1999
      - Geslacht Parhelophilus Girschner, 1897 (=Pleskeola)
      - Geslacht Quichuana Knab, 1913

  - Tribus Sericomyiini
    - Geslacht Pararctophila Herve-Bazin, 1914
    - Geslacht Pseudovolucella Shiraki, 1930
    - Geslacht Pyritis Hunter, 1897
    - Geslacht Sericomyia (=Cinxia, Condidea, Tapetomyia)
      - Ondergeslacht S. (Arctophila) Schiner, 1860
      - Ondergeslacht S. (Conosyrphus) Frey, 1915
      - Ondergeslacht S. (Sericomyia) Meigen, 1803

  - Tribus Eumerini (=Merodontini, Medorontinae Edwards, 1915, Medorontinae Bezzi, 1915, Medorontidae Glumac & Vujic, 1990, Nausigasterinae Shannon, 1921)
    - Geslacht Alipumilio Shannon, 1927
    - Geslacht Austrocheilosia Thompson, 2008
    - Geslacht Azpeytia Walker, 1865
    - Geslacht Cepa Thompson & Vockeroth, 2007 (=Xela Thompson, 1999)
    - Geslacht Eumerus Meigen, 1822 (=Amphoterus, Citibaena, Megatrigon, Paragopsis)
    - Geslacht Lyneborgimyia Doczkal & Pape, 2009
    - Geslacht Megatrigon Johnson, 1898[5][6]
    - Geslacht Merodon Meigen, 1803 (=Lampetia)
      - Ondergeslacht M. (Exmerodon) Becker, 1912
      - Ondergeslacht M. (Merodon) Meigen, 1803

    - Geslacht Nausigaster Shannon, 1921
    - Geslacht Platynochaetus Wiedemann, 1830
    - Geslacht Psilota Meigen, 1822 (=Emmyia)
      - Ondergeslacht P. (Psilota) Meigen, 1822
      - Ondergeslacht P. (Psilotanycus)

  - Tribus Milesiini (=Xylotini)
    - Subtribus Blerina
      - Geslacht Blera Billberg, 1820 (=Cynorhina)
      - Geslacht Caliprobola Rondani, 1845
      - Geslacht Cynorhinella Curran, 1922
      - Geslacht Lejota Rondani, 1857 (=Chalcomyia)
      - Geslacht Philippimyia Shannon, 1926
      - Geslacht Somula Macquart, 1847

    - Subtribus Criorhinina
      - Geslacht Criorhina Meigen, 1822 (=Brachymyia, Eurhinomallota, Romaleosyrphus)
      - Geslacht Deineches Walker, 1852
      - Geslacht Flukea Etcheverry, 1966
      - Geslacht Lycastris Walker, 1857
      - Geslacht Malometasternum Shannon, 1927
      - Geslacht Matsumyia Shiraki, 1949
      - Geslacht Merapioidus Bigot, 1879
      - Geslacht Pseudopocota Mutin & Barkalov, 1995
      - Geslacht Sphecomyia Latreille, 1829 (=Tyzenhauzia)

    - Subtribus Milesiina
      - Geslacht Hemixylota Shannon & Aubertin, 1933
      - Geslacht Milesia Latreille, 1804 (=Pogonosyrphus, Sphixea
      - Geslacht Spilomyia Meigen, 1803
      - Geslacht Stilbosoma Philippi, 1865
      - Geslacht Syrittosyrphus Hull, 1944

    - Subtribus Temnostomina
      - Geslacht Aneriophora Stuardo & Cortes, 1952
      - Geslacht Odyneromyia
        - Ondergeslacht O. (Odyneromyia) Shannon & Aubertin, 1833
        - Ondergeslacht O. (Austroxylota)

      - Geslacht Palumbia (=Priomerus)
        - Ondergeslacht P. (Korinchia) Edwards, 1919
        - Ondergeslacht P. (Palumbia) Rondani, 1865

      - Geslacht Pterallastes Loew, 1863 (=Pseudozetterstedtia)
      - Geslacht Takaomyia Herve-Bazin, 1914 (=Vespiomyia)
      - Geslacht Temnostoma Lepeletier & Serville, 1828
      - Geslacht Teuchocnemis Osten Sacken, 1875
      - Geslacht Valdiviomyia Vockeroth, 1976 (=Valdivia)

    - Subtribus Tropidiina
      - Geslacht Calcaretropidia Keiser, 1971
      - Geslacht Macrozelima Stackelberg, 1930
      - Geslacht Meropidia Hippa & Thompson, 1983
      - Geslacht Nepenthosyrphus Meijere, 1932
      - Geslacht Orthoprosopa
        - Ondergeslacht O. (Orthoprosopa) Macquart, 1850
        - Ondergeslacht O. (Paratropidia) Hull, 1949

      - Geslacht Senogaster Macquart, 1834
      - Geslacht Syritta Lepeletier & Serville, 1828
      - Geslacht Tropidia
        - Ondergeslacht T. (Ortholophus)
        - Ondergeslacht T. (Tropidia) Meigen, 1822

    - Subtribus Xylotina
      - Geslacht Brachypalpus
        - Ondergeslacht B. (Brachypalpus) Macquart, 1834
        - Ondergeslacht B. (Crioprora) Osten Sacken, 1878

      - Geslacht Cacoceria Hull, 1936 (=Cacomyia)
      - Geslacht Chalcosyrphus
        - Ondergeslacht C. (Chalcosyrphus) Curran, 1925
        - Ondergeslacht C. (Cheiroxylota) Hull, 1949
        - Ondergeslacht C. (Dimorphoxylota) Hippa, 1978
        - Ondergeslacht C. (Hardimyia) Ferguson, 1926
        - Ondergeslacht C. (Neplas) Porter, 1927
        - Ondergeslacht C. (Neploneura) Hippa, 1978
        - Ondergeslacht C. (Spheginoides) Szilady, 1939
        - Ondergeslacht C. (Syrittoxylota) Hippa, 1978
        - Ondergeslacht C. (Xylotina) Hippa, 1978
        - Ondergeslacht C. (Xylotodes) Shannon, 1926
        - Ondergeslacht C. (Xylotomima) Shannon, 1926

      - Geslacht Hadromyia
        - Ondergeslacht H. (Chrysosomidia) Curran, 1934
        - Ondergeslacht H. (Hadromyia) Williston, 1882

      - Geslacht Macrometopia Philippi, 1865
      - Geslacht Pocota Lepeletier & Serville, 1828
      - Geslacht Sterphus (=Tatuomyia, Zonemyia)
        - Ondergeslacht S. (Ceriogaster) Williston, 1888
        - Ondergeslacht S. (Crepidomyia) Shannon, 1926
        - Ondergeslacht S. (Mutillimyia) Hull, 1943
        - Ondergeslacht S. (Sterphus) Philippi, 1865
        - Ondergeslacht S. (Telus) Thompson, 1973

      - Geslacht Xylota (=Zelima)
        - Ondergeslacht X. (Ameroxylota) Hippa, 1978
        - Ondergeslacht X. (Brachypalpoides) Hippa, 1978
        - Ondergeslacht X. (Hovaxylota) Keiser, 1971
        - Ondergeslacht X. (Sterphoides) Hippa, 1978
        - Ondergeslacht X. (Xylota) Meigen, 1822

  - Tribus Rhingiini (=Cheilosiini Cockerell, 1917)
    - Subtribus Cheilosiina
      - Geslacht Cheilosia (=Cartosyrphus, Chilomyia)
        - Ondergeslacht C. (Cheilosia) Meigen, 1822
        - Ondergeslacht C. (Conicheila) Barkalov, 2002
        - Ondergeslacht C. (Convocheila) Barkalov, 2002
        - Ondergeslacht C. (Eucartosyrphus) Barkalov, 2002
        - Ondergeslacht C. (Floccocheila) Barkalov, 2002
        - Ondergeslacht C. (Montanocheila) Barkalov, 2002
        - Ondergeslacht C. (Nephomyia) Matsumura, 1916
        - Ondergeslacht C. (Pollinocheila) Barkalov, 2002
        - Ondergeslacht C. (Rubrocheila) Barkalov, 2002

      - Geslacht Endoiasimyia Bigot, 1882 (=Sonanomyia)
      - Geslacht Ferdinandea Rondani, 1844
      - Geslacht Hiatomyia Shannon, 1922
      - Geslacht Portevinia Goffe, 1944
      - Geslacht Taeniochilosia Oldenberg, 1916

    - Subtribus Pelecocerina
      - Geslacht Ischyroptera Pokorny, 1887
      - Geslacht Macropelecocera Stackelberg, 1952
      - Geslacht Pelecocera (=Euceratomyia)
        - Ondergeslacht P. (Chamaesyrphus) Mik, 1895
        - Ondergeslacht P. (Pelecocera) Meigen, 1822

      - Geslacht Psarochilosia Stackelberg, 1952

    - Subtribus Psarina
      - Geslacht Psarus Latreille, 1804

    - Subtribus Rhingiina
      - Geslacht Rhingia
        - Ondergeslacht R. (Eorhingia) Hull, 1949
        - Ondergeslacht R. (Rhingia) Scopoli, 1763

  - Tribus Volucellini
    - Geslacht Copestylum (=Camerania, Glaurotricha)
      - Ondergeslacht C. (Apophysophora) Williston, 1888
      - Ondergeslacht C. (Copestylum) Macquart, 1846
      - Ondergeslacht C. (Lepidopsis) Curran, 1925
      - Ondergeslacht C. (Megametopon) Giglio-Tos, 1891
      - Ondergeslacht C. (Phalacromyia)
      - Ondergeslacht C. (Tachinosyrphus) Hull, 1936
      - Ondergeslacht C. (Viereckomyia) Curran, 1925
      - Ondergeslacht C. (Volosyrpha) Shannon, 1928
      - Ondergeslacht C. (Volucellosia) Curran, 1930

    - Geslacht Graptomyza Wiedemann, 1820 (=Baryterocera, Ptilostylomyia)
    - Geslacht Ornidia Lepeletier & Serville, 1828
    - Geslacht Volucella Geoffroy, 1762 (=Temnocera)
- Onderfamilie Microdontinae
  - Tribus Microdontini
    - Geslacht Afromicrodon Thompson, 2008[7]
    - Geslacht Archimicrodon
      - Ondergeslacht A. (Archimicrodon) Hull, 1945[8]
      - Ondergeslacht A. (Hovamicrodon) Keiser, 1971[7]

    - Geslacht Aristosyrphus (=Protoceratophya)
      - Ondergeslacht A. (Aristosyrphus) Curran, 1941
      - Ondergeslacht A. (Eurypterosyrphus) Barretto & Lane, 1947

    - Geslacht Bardistopus Mann, 1920[8]
    - Geslacht Carreramyia Doesburg, 1966[9]
    - Geslacht Ceratophya Wiedemann, 1824[8]
    - Geslacht Ceratrichomyia Séguy, 1951
    - Geslacht Ceriomicrodon Hull, 1937[10]
    - Geslacht Cervicorniphora Hull, 1945[11]
    - Geslacht Chrysidimyia Hull, 1937[7][12]
    - Geslacht Domodon Reemer, 2013
    - Geslacht Furcantenna Cheng, 2008[7]
    - Geslacht Heliodon Reemer, 2013
    - Geslacht Hypselosyrphus Hull, 1937[10]
    - Geslacht Indascia Keiser, 1958[8]
    - Geslacht Kryptopyga Hull, 1944[7]
    - Geslacht Laetodon Reemer, 2013
    - Geslacht Masarygus Brethes, 1909
    - Geslacht Menidon Reemer, 2013
    - Geslacht Mermerizon Reemer, 2013
    - Geslacht Metadon Reemer, 2013
    - Geslacht Microdon
      - Ondergeslacht M. (Chymophila) Macquart, 1834 (=Eumicrodon)[8]
      - Ondergeslacht M. (Dimeraspis) Newman, 1838
      - Ondergeslacht M. (Megodon) Keiser, 1971
      - Ondergeslacht M. (Microdon) Meigen, 1803 
      - Ondergeslacht M. (Myiacerapis) Hull, 1949[7]
      - Ondergeslacht M. (Syrphipogon) Hull, 1937[7][12]

    - Geslacht Mixogaster Macquart, 1842
    - Geslacht Nothomicrodon Wheeler, 1924
    - Geslacht Oligeriops Hull, 1937[10][7]
    - Geslacht Omegasyrphus Giglio-Tos, 1891[8]
    - Geslacht Paragodon Thompson, 1969
    - Geslacht Paramicrodon Meijere, 1913 (=Myxogasteroides, Nannomyrmecomyia, Syrphinella)
    - Geslacht Paramixogaster Brunetti, 1923 (=Paramixogasteroides, Tanaopicera)
    - Geslacht Parocyptamus Shiraki, 1930[7]
    - Geslacht Peradon Reemer, 2013
    - Geslacht Piruwa Reemer, 2013
    - Geslacht Pseudomicrodon Hull, 1937[10][7]
    - Geslacht Ptilobactrum Bezzi, 1915[7]
    - Geslacht Rhoga Walker, 1857 (=Papiliomyia)[8]
    - Geslacht Rhopalosyrphus Giglio-Tos, 1891 (=Holmbergia)
    - Geslacht Schizoceratomyia Carrera, Lopes & Lane, 1947 (=Johnsoniodon)
    - Geslacht Serichlamys Curran, 1925
    - Geslacht Stipomorpha Hull, 1945
    - Geslacht Sulcodon Reemer, 2013
    - Geslacht Surimyia Reemer, 2008[7][13]
    - Geslacht Thompsodon Reemer, 2013
    - Geslacht Ubristes Walker, 1852 (=Hypselosyrphus, Stipomorpha)[8]

  - Tribus Spheginobacchini
    - Geslacht Spheginobaccha Shiraki, 1930 de Meijere, 1908[7]
- Onderfamilie Pipizinae
  - Geslacht Cryptopipiza Mutin, 1998
  - Geslacht Heringia (=Cnemodon)
    - Ondergeslacht H. (Heringia) Rondani, 1856
    - Ondergeslacht H. (Neocnemodon) Goffe, 1944

  - Geslacht †Oligopipiza Nidergas, Hadrava, Nel et al., 2018
  - Geslacht Pipiza Fallén, 1810 (=Pseudopipiza)
  - Geslacht Pipizella Rondani, 1856
  - Geslacht Trichopsomyia Williston, 1888 (=Halictomyia)
  - Geslacht Triglyphus Loew, 1840
- Onderfamilie Syrphinae
  - Tribus Bacchini (=Melanostomatini)
    - Geslacht Argentinomyia Lynch Arribalzaga, 1891 (=Braziliana, Rhysops)
    - Geslacht Baccha Fabricius, 1805
    - Geslacht Leucopodella Hull, 1949
    - Geslacht Melanostoma Schiner, 1860 (=Plesia)
    - Geslacht Platycheirus (=Stenocheilosia)
      - Ondergeslacht P. (Carposcalis) Enderlein, 1938
      - Ondergeslacht P. (Eocheilosia) Hull, 1949
      - Ondergeslacht P. (Pachysphyria) Enderlein, 1938
      - Ondergeslacht P. (Platycheirus) Lepeletier & Serville, 1828
      - Ondergeslacht P. (Pseudoplatychirus) Doesburg, 1955

    - Geslacht Pyrophaena Schiner, 1860
    - Geslacht Rohdendorfia Smirnov, 1924
    - Geslacht Spazigaster Rondani, 1843
    - Geslacht Syrphocheilosia Stackelberg, 1864
    - Geslacht Talahua Fluke, 1945
    - Geslacht Tuberculanostoma Fluke, 1943
    - Geslacht Xanthandrus (=Indosyrphus)
      - Ondergeslacht X. (Afroxanthandrus) Kassebeer, 2000
      - Ondergeslacht X. (Androsyrphus) Thompson, 1981
      - Ondergeslacht X. (Xanthandrus) Verrall, 1901

  - Tribus Paragini
    - Geslacht Paragus
      - Ondergeslacht P. (Afroparagus) Vujić & Radenković, 2008
      - Ondergeslacht P. (Pandasyopthalmus) Stuckenberg, 1954
      - Ondergeslacht P. (Paragus) Latreille, 1804
      - Ondergeslacht P. (Serratoparagus) Vujić & Radenković, 2008

  - Tribus Syrphini (=Chrysotoxini) Opmerking: In Mengual et al. (2008)[14] wordt deze tribus in twee groepen gesplist.
    - Syrphini (Groep 1)
      - Geslacht Afrosyrphus Curran, 1927
      - Geslacht Betasyrphus Matsumura, 1917
      - Geslacht Chrysotoxum Meigen, 1803 (=Mulio)
      - Geslacht Dasysyrphus Enderlein, 1938
      - Geslacht Didea Macquart, 1834
      - Geslacht Dideoides Brunetti, 1908 (=Malayomyia)
      - Geslacht Dideopsis Matsumura, 1917
      - Geslacht Epistrophe Walker, 1852 (=Eristalosyrphus)
      - Geslacht Epistrophella (Dusek & Laska 1967)
      - Geslacht Eriozona Schiner, 1860
      - Geslacht Eupeodes
        - Ondergeslacht E. (Eupeodes) Osten Sacken, 1877
        - Ondergeslacht E. (Macrosyrphus) Matsumura, 1917
        - Ondergeslacht E. (Metasyrphus) Matsumura, 1917

      - Geslacht Fagisyrphus Dusek & Laska, 1967
      - Geslacht Flavizona Huo, 2010[15]
      - Geslacht Ischiodon Sack, 1913
      - Geslacht Lapposyrphus Dusek & Laska, 1967
      - Geslacht Leucozona
        - Ondergeslacht L. (Ischyrosyrphus) Bigot, 1882
        - Ondergeslacht L. (Leucozona) Schiner, 1860

      - Geslacht Megasyrphus Dusek & Laska 1967
      - Geslacht Melangyna (=Mesosyrphus, Stenosyrphus)
        - Ondergeslacht M. (Austrosyrphus) Vockeroth, 1969
        - Ondergeslacht M. (Melangyna) Verrall, 1901
        - Ondergeslacht M. (Melanosyrphus) Vockeroth, 1969

      - Geslacht Meligramma Frey, 1946
      - Geslacht Notosyrphus Vockeroth, 1969
      - Geslacht Parasyrphus Matsumura, 1917
      - Geslacht Pseudodoros
        - Ondergeslacht P. (Dioprosopa) Hull, 1949
        - Ondergeslacht P. (Pseudodoros) Matsumura, 1903

      - Geslacht Scaeva (=Catabomba)
        - Ondergeslacht S. (Scaeva) Fabricius, 1805
        - Ondergeslacht S. (Semiscaeva) Kuznetsov, 1985

      - Geslacht Simosyrphus Bigot, 1882
      - Geslacht Syrphus Fabricius, 1775
      - Geslacht Xanthogramma Schiner, 1860 (=Olbiosyrphus)

    - Syrphini (Groep 2)
      - Geslacht Anu Thompson, 2008
      - Geslacht Allobacha Curran, 1928 (=Ptileuria)
      - Geslacht Allograpta (=Metepistrophe, Microsphaerophoria, Miogramma, Oligorhina)
        - Ondergeslacht A. (Allograpta) Osten Sacken, 1875
        - Ondergeslacht A. (Antillus) Vockeroth, 1969
        - Ondergeslacht A. (Claraplumula) Shannon, 1927
        - Ondergeslacht A. (Costarica) Mengual & Thompson, 2009
        - Ondergeslacht A. (Fazia) Shannon, 1927
        - Ondergeslacht A. (Rhinoprosopa) Hull, 1942

      - Geslacht Anu Thompson, 2008
      - Geslacht Asarkina
        - Ondergeslacht A. (Achoanus) Munro, 1924
        - Ondergeslacht A. (Asarkina) Macquart, 1834

      - Geslacht Citrogramma Vockeroth, 1969
      - Geslacht Eosalpingogaster Hull, 1949b
      - Geslacht Eosphaerophoria Frey, 1946 (=Tambavanna)[16]
      - Geslacht Episyrphus
        - Ondergeslacht E. (Asiobaccha) Violovitch, 1976
        - Ondergeslacht E. (Episyrphus) Matsumura & Adachi, 1917

      - Geslacht Exallandra Vockeroth, 1969
      - Geslacht Giluwea Vockeroth, 1969
      - Geslacht Meliscaeva Frey, 1946
      - Geslacht Ocyptamus
        - Ondergeslacht O. (Atylobaccha) Hull, 1949
        - Ondergeslacht O. (Aulacibaccha) Hull, 1949
        - Ondergeslacht O. (Calostigma) Shannon, 1927
        - Ondergeslacht O. (Hermesomyia) Vockeroth, 1969
        - Ondergeslacht O. (Hybobathus) Enderlein, 1937
        - Ondergeslacht O. (Mimocalla) Hull, 1943
        - Ondergeslacht O. (Ocyptamus) Macquart, 1834
        - Ondergeslacht O. (Orphnabaccha) Hull, 1949
        - Ondergeslacht O. (Pelecinobaccha) Shannon, 1927
        - Ondergeslacht O. (Pipunculosyrphus) Hull, 1937
        - Ondergeslacht O. (Pseudoscaeva) Vockeroth, 1969
        - Ondergeslacht O. (Styxia) Hull, 1943
        - Ondergeslacht O. (Therantha) Hull, 1943

      - Geslacht Salpingogaster Schiner, 1868
      - Geslacht Sphaerophoria
        - Ondergeslacht S. (Loveridgeana) van Doesburg & van Doesburg, 1976
        - Ondergeslacht S. (Sphaerophoria) Lepeletier & Serville, 1828

    - Syrphini (Groep niet bepaald)
      - Geslacht Agnisyrphus Ghorpade, 1994
      - Geslacht Asiodidea Stackelberg, 1930
      - Geslacht Dideomima Vockeroth, 1969
      - Geslacht Doros Meigen, 1803
      - Geslacht Lamellidorsum Huo & Zheng, 2005
      - Geslacht Pelloloma Vockeroth, 1973
      - Geslacht Rhinobaccha Meijere, 1908
      - Geslacht Vockerothiella Ghorpade, 1994

  - Tribus Toxomerini
    - Geslacht Toxomerus Macquart, 1855 (=Antiops, Mesogramma, Mesograpta, Mitrosphen)

## Geslachten en soorten
Er zijn wereldwijd tweehonderd geslachten met in totaal zo'n zesduizend soorten beschreven, waarvan er zo'n 500 in Europa voorkomen. Onderstaand afbeeldingen van enkele algemene soorten van de ruim 250 a 300 soorten die in Nederland en België voorkomen. Klik op de Nederlandse naam om naar het artikel te gaan.

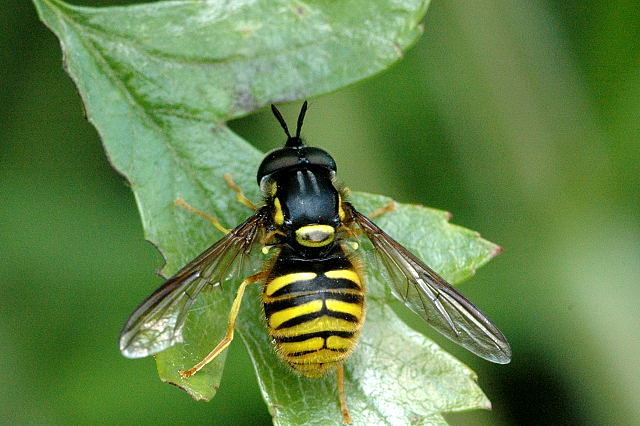
Grote fopwesp (Chrysotoxum cautum)
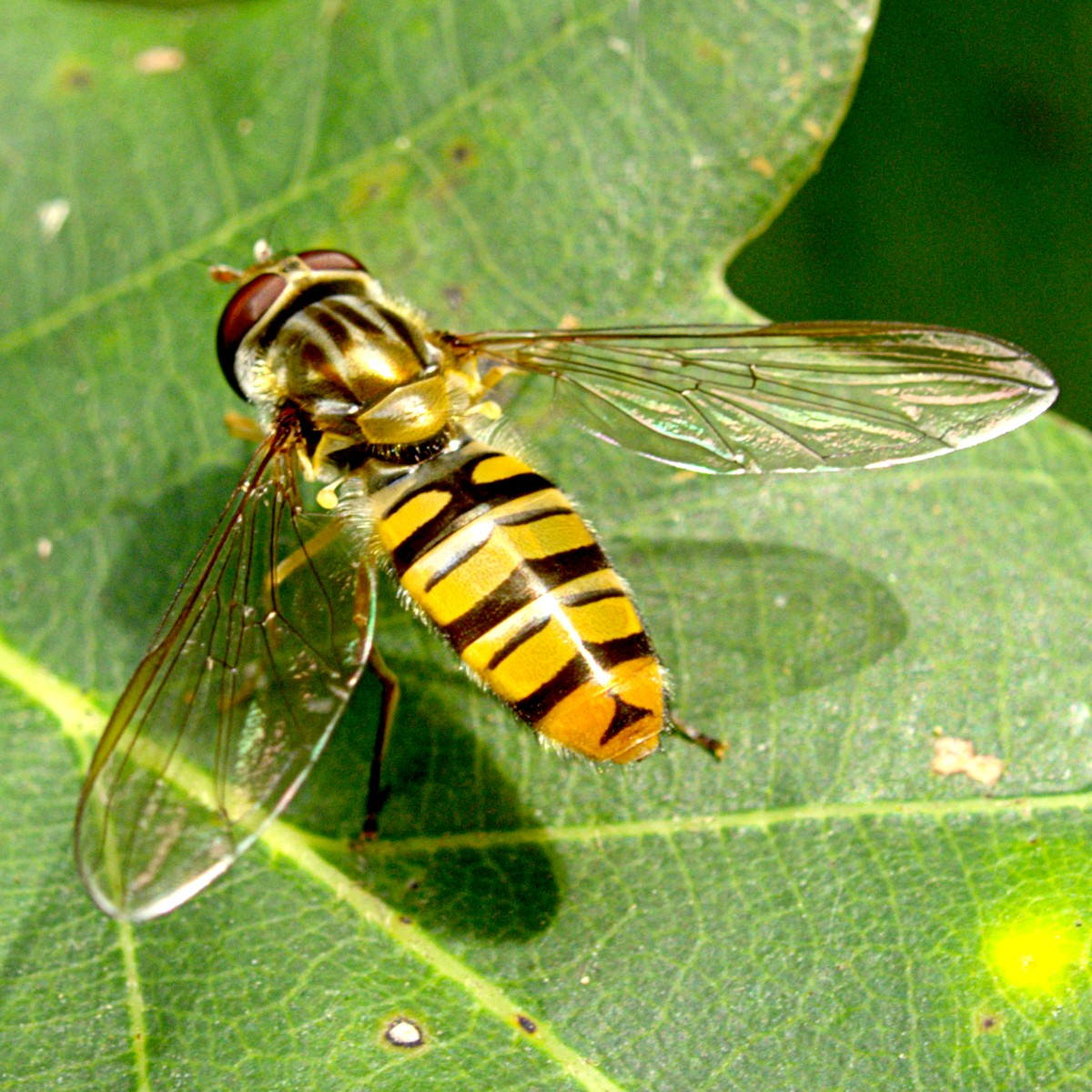
Snorzweefvlieg of dubbelbandzweefvlieg (Episyrphus balteatus)
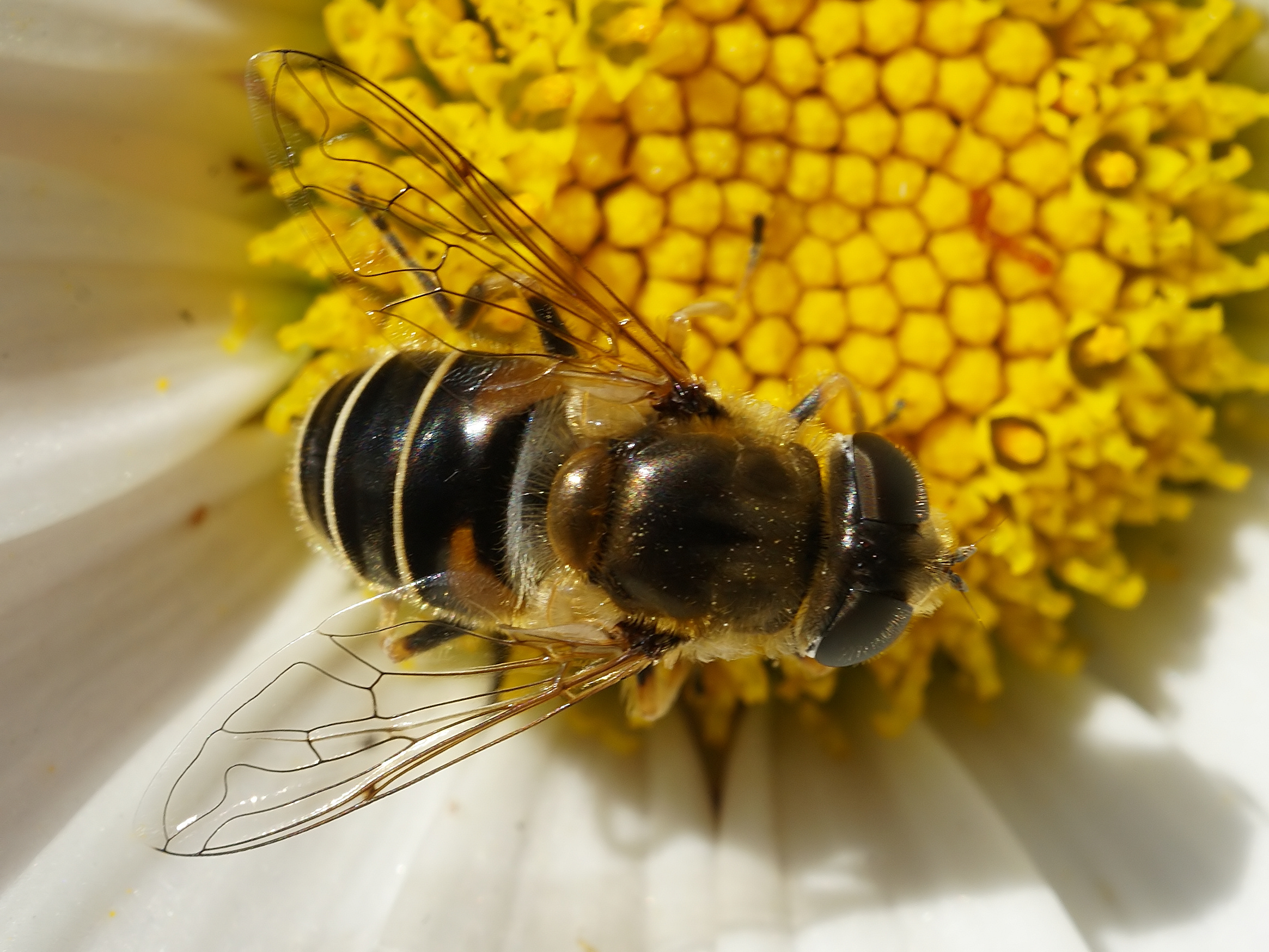
Kleine bijvlieg (Eristalis arbustorum)
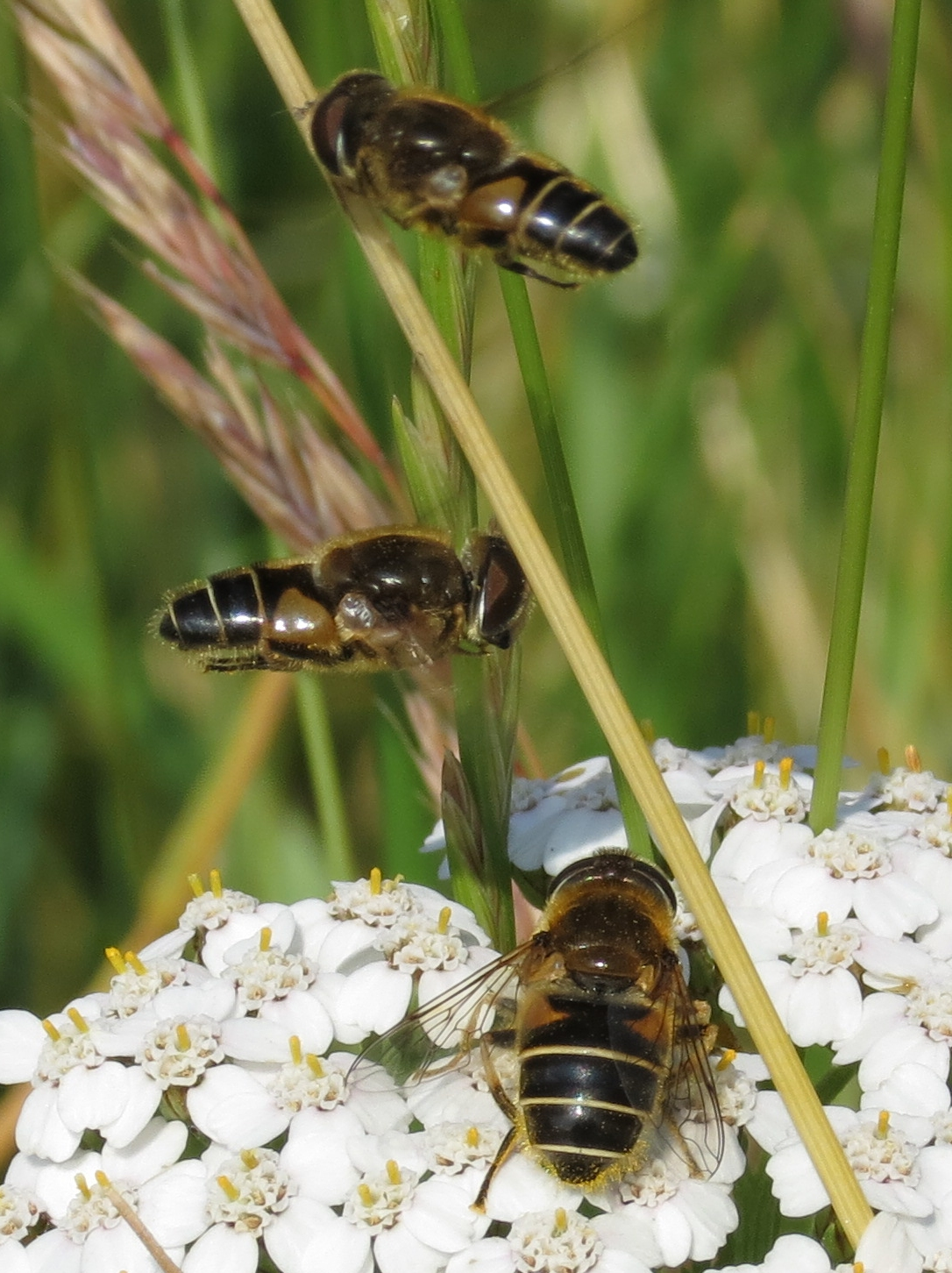
Puntbijvlieg (Eristalis nemorum)
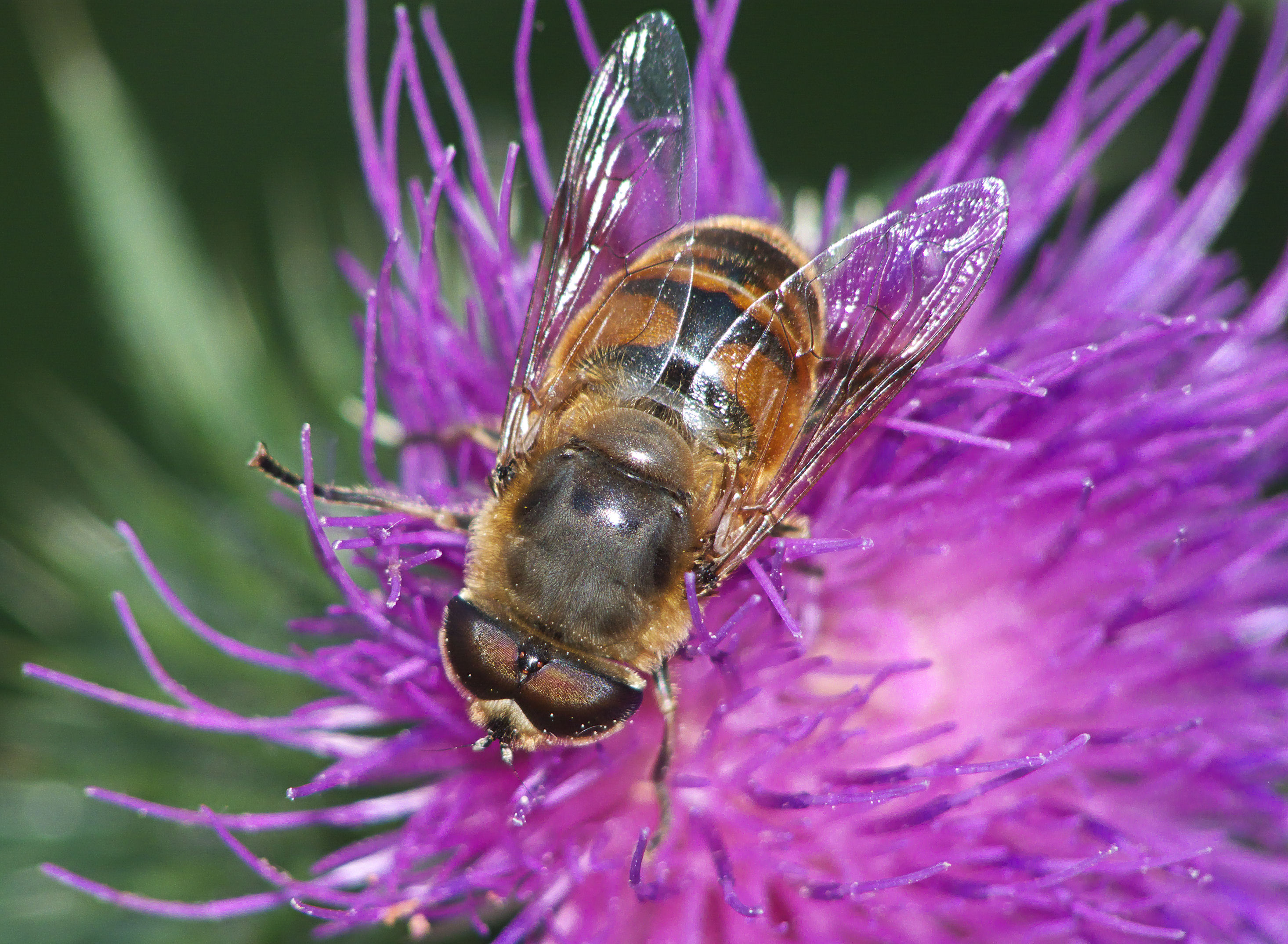
Blinde bij (Eristalis tenax)
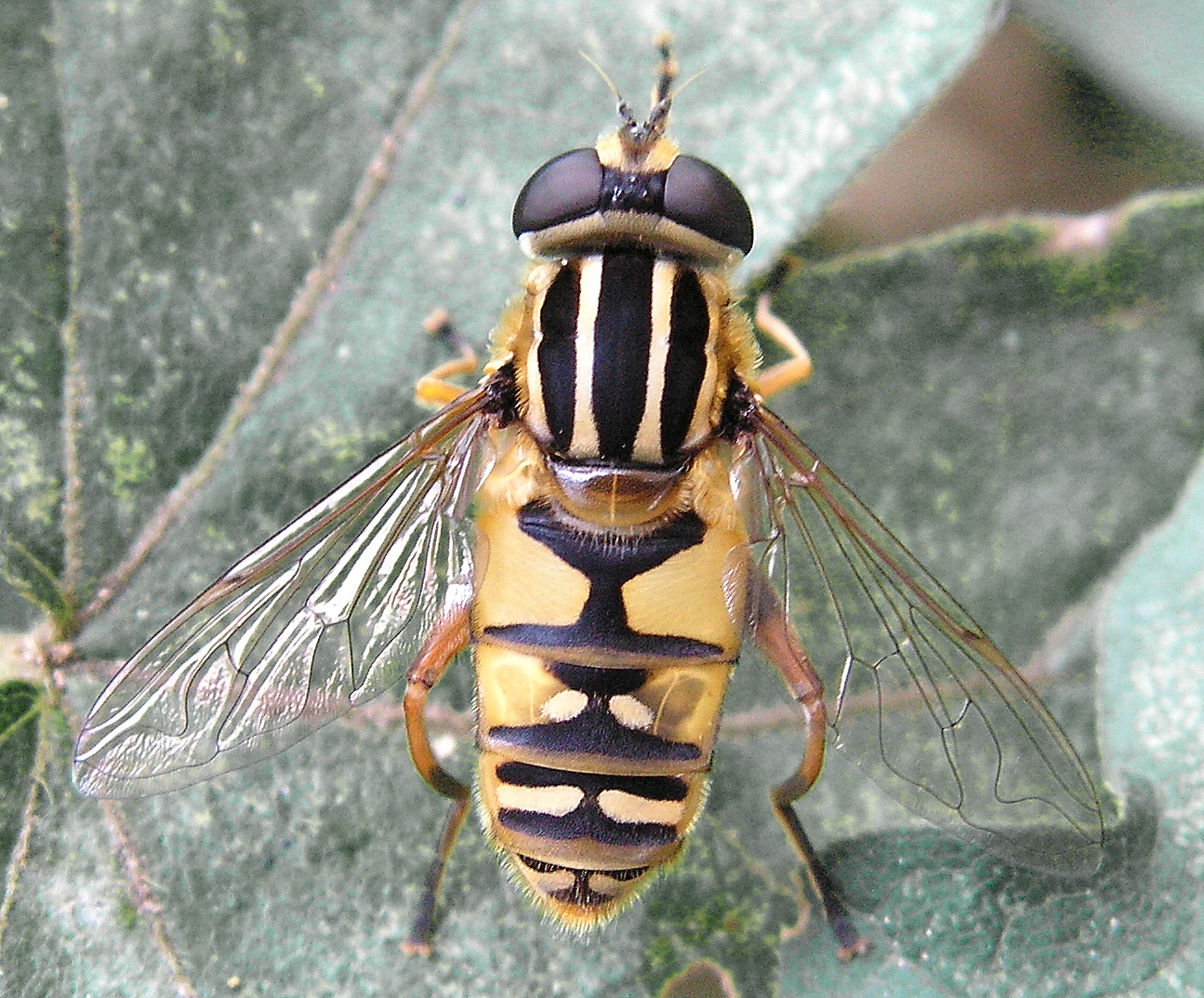
Gewone pendelvlieg (Helophilus pendulus)
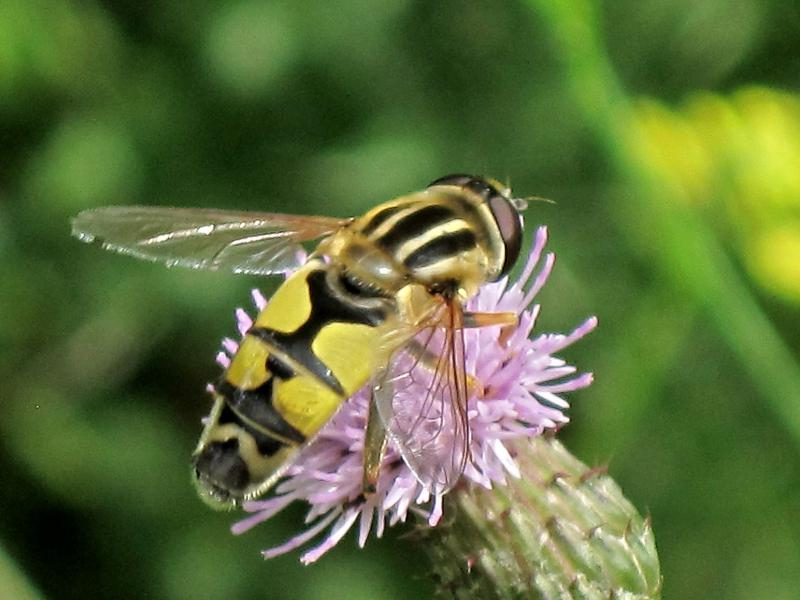
Citroenpendelvlieg (Helophilus trivittatus)
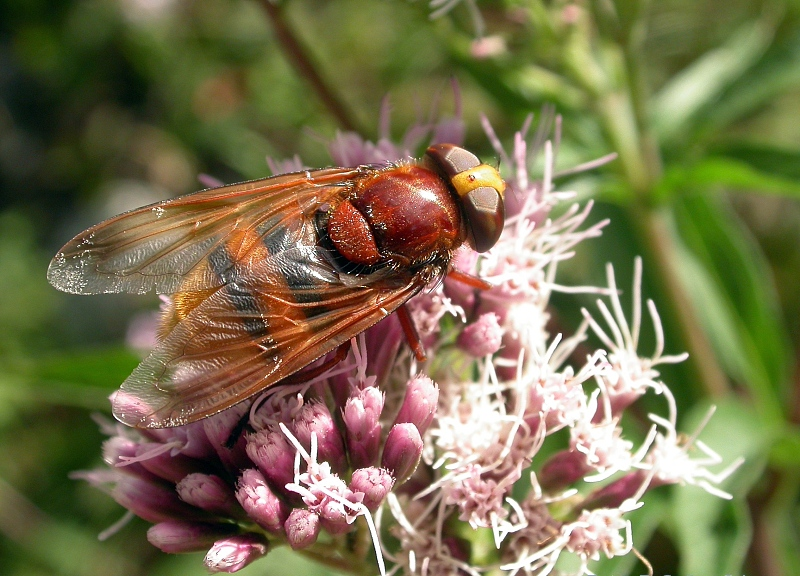
Stadsreus (Volucella zonaria)
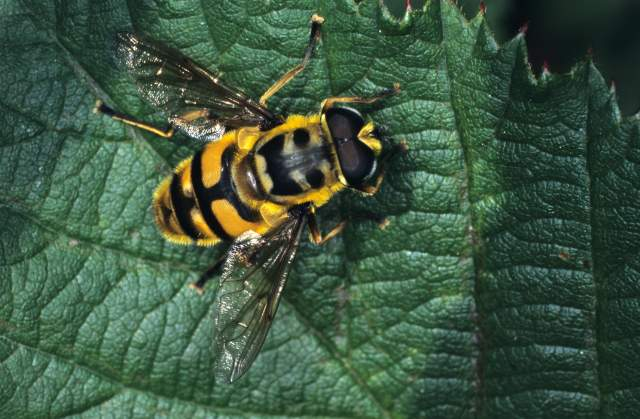
Doodskopzweefvlieg (Myathropa florea)
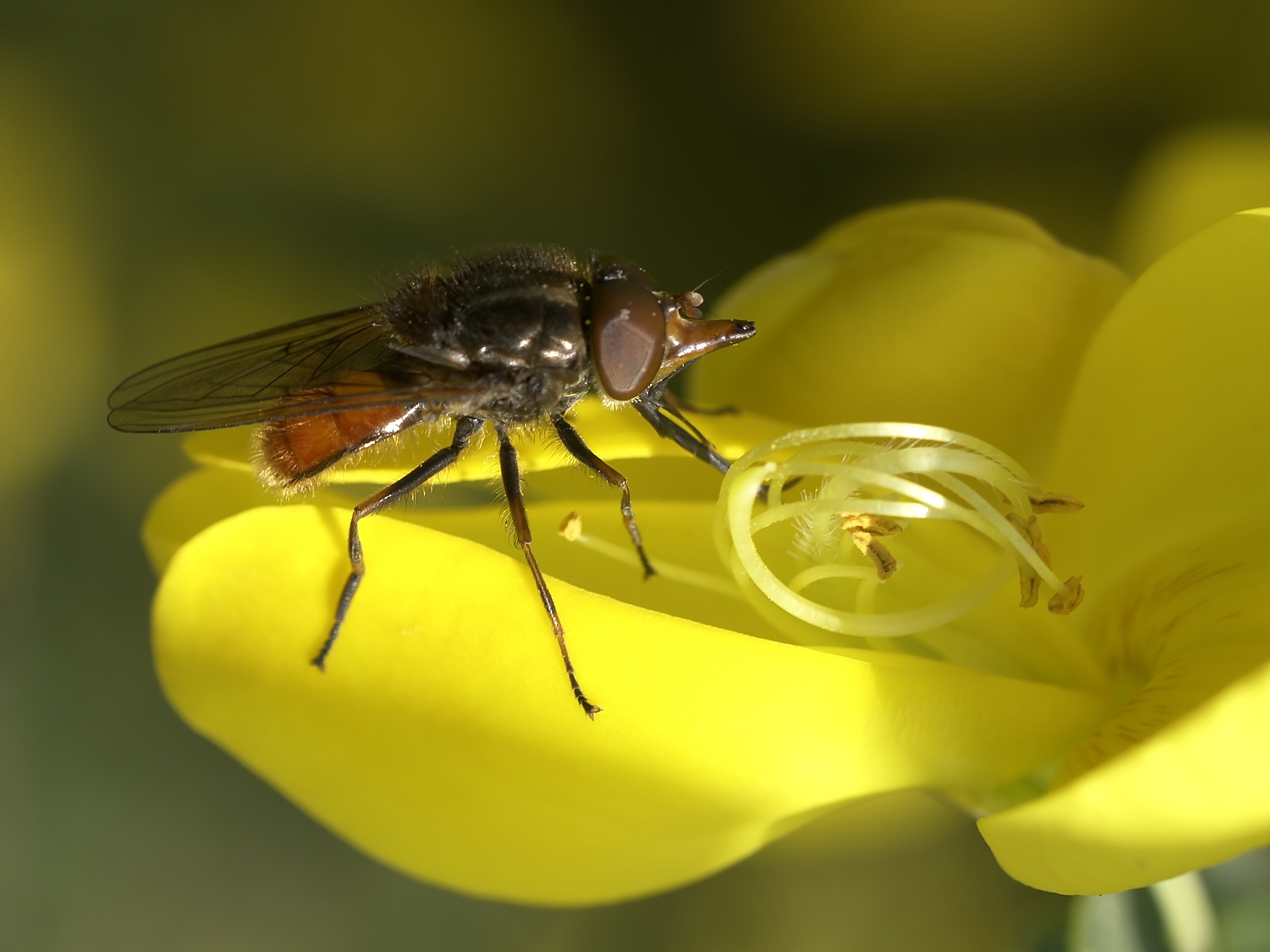
Snuitvlieg (Rhingia campestris)
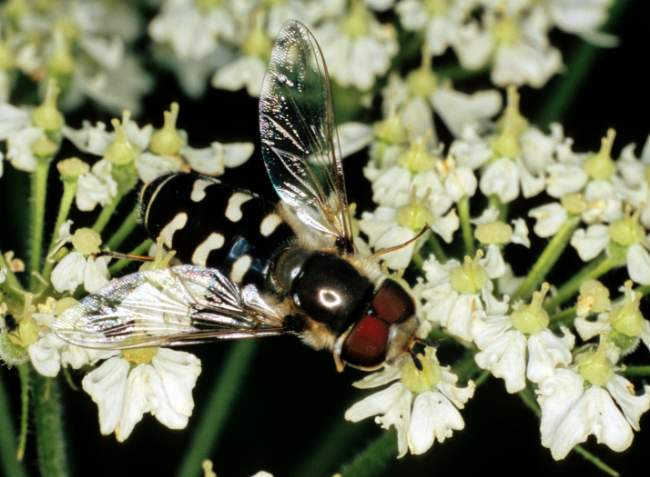
Halvemaanzweefvliegen (Scaeva spp)
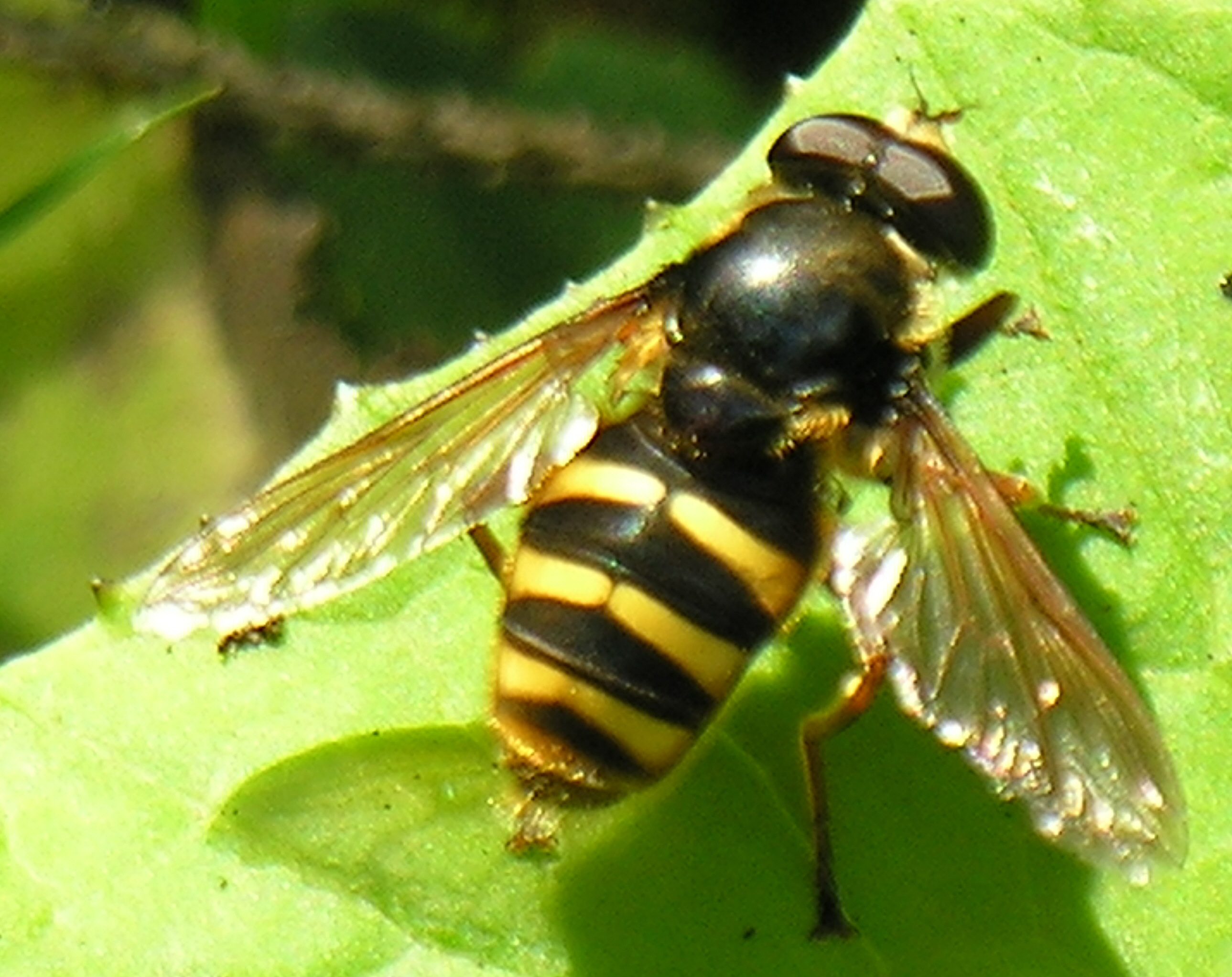
Hoogveenzweefvlieg (Sericomyia silentis)
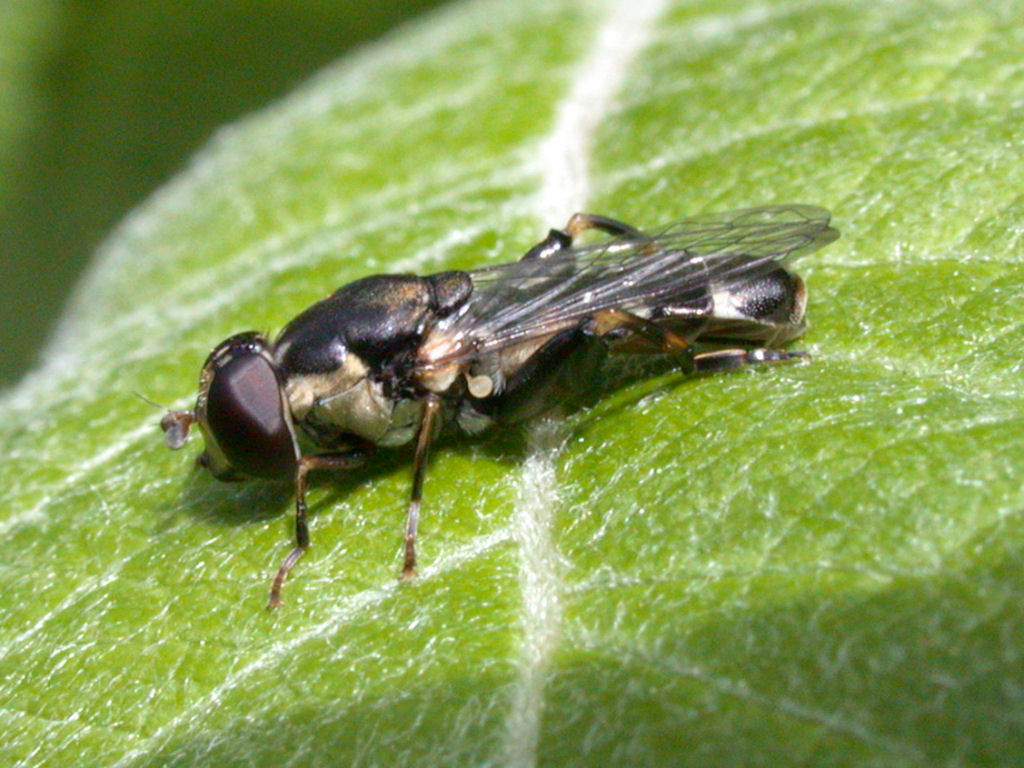
Menuetzweefvlieg (Syritta pipiens)
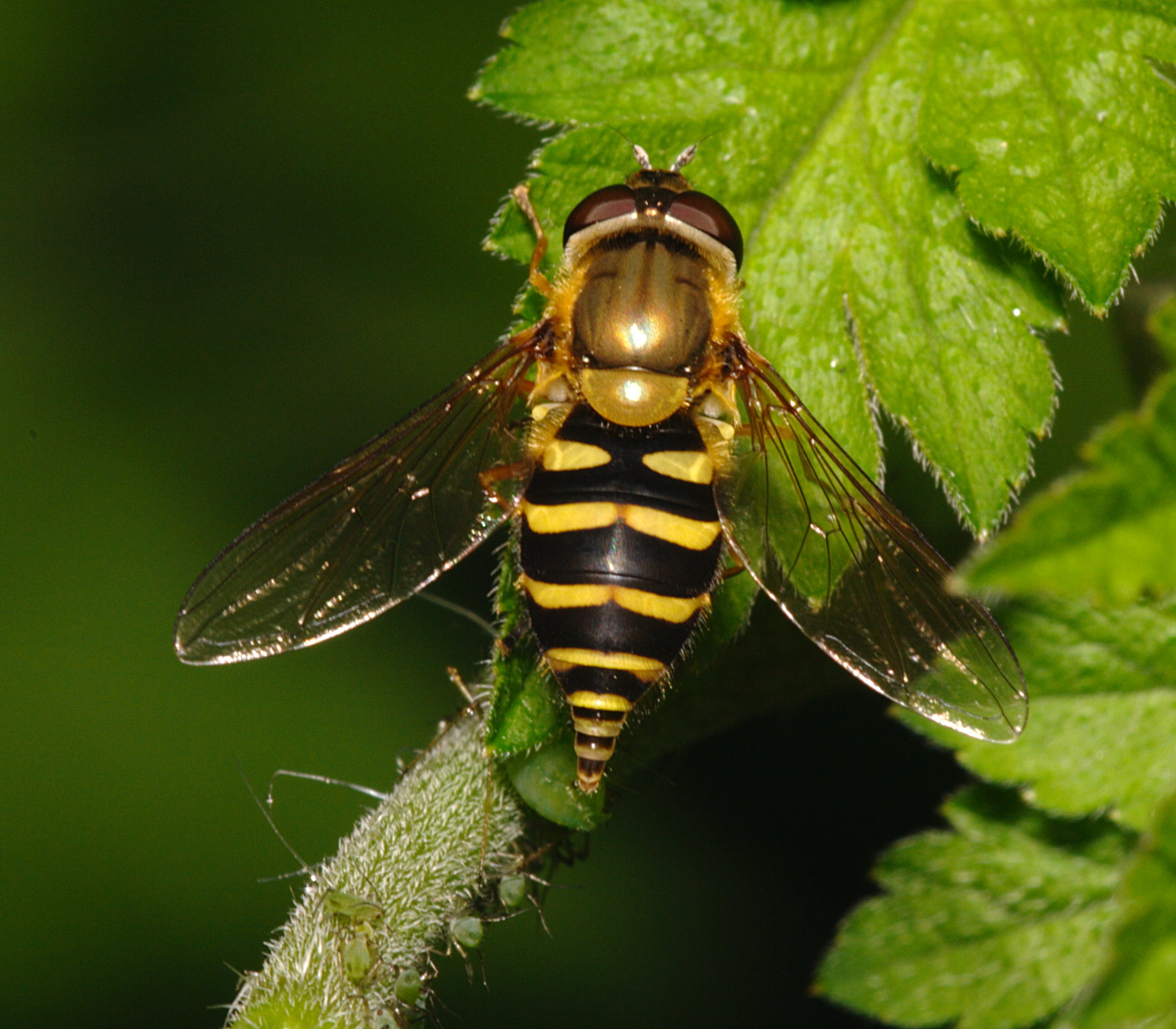
Bessenbandzweefvlieg (Syrphus ribesii)
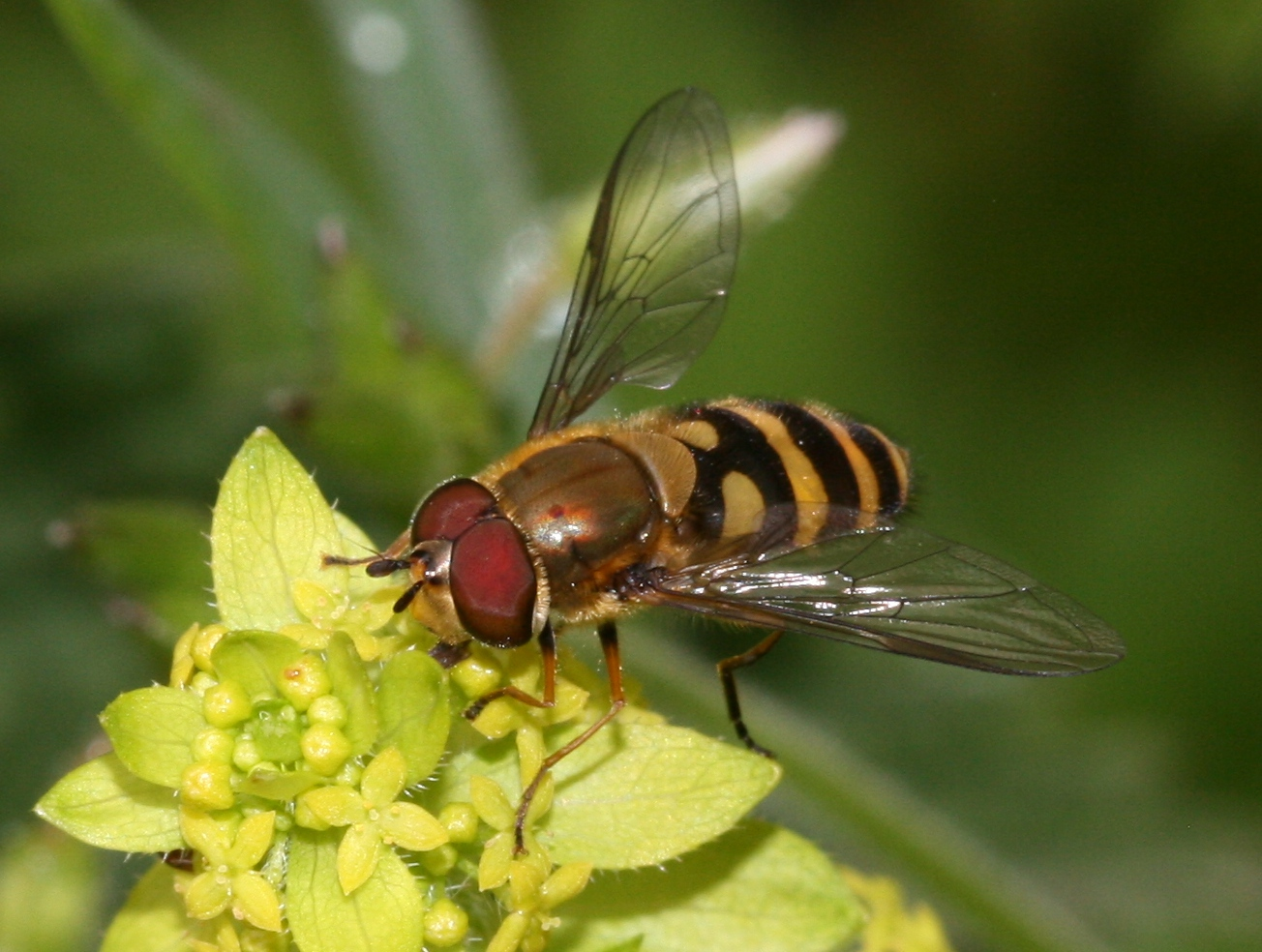
Bosbandzweefvlieg (Syrphus torvus)
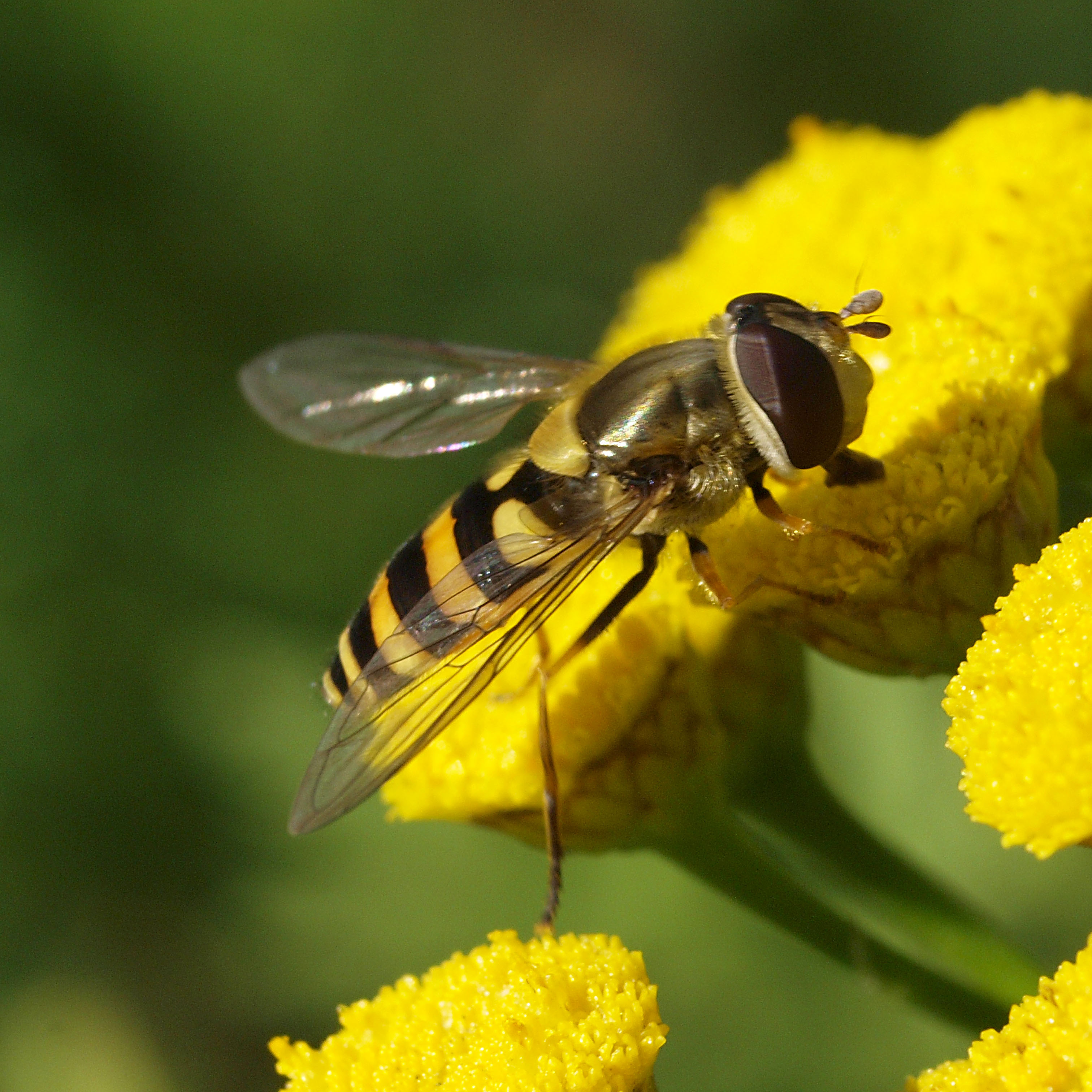
Kleine bandzweefvlieg (Syrphus vitripennis)

## Geslachtenoverzicht
De  geslachten met gedefinieerde pagina staan hieronder vermeld met het (globaal) aantal soorten tussen haakjes.
- Allograpta  (4)
- Anasimyia  (6)
- Arctophila  (5)
- Arctosyrphus  (1)
- Asarkina  (1)
- Asemosyrphus  (1)
- Baccha  (4)
- Blera  (20)
- Brachyopa  (27)
- Brachypalpoides  (1)
- Brachypalpus  (11)
- Caliprobola  (1)
- Callicera  (10)
- Ceriana  (7)
- Conosyrphus  (1)
- Copestylum  (8)
- Criorhina  (21)
- Cynorhinella  (3)
- Chalcosyrphus  (38)
- Chamaesyrphus  (7)
- Cheilosia Meigen, 1822 (257)
- Chrysogaster  (19)
- Chrysosyrphus  (10)
- Chrysotoxum Meigen, 1803 (33)
- Dasysyrphus  (16)
- Didea Macquart, 1834 (5)
- Doros  (3)
- Epistrophe  (15)
- Epistrophella  (2)
- Episyrphus  (1)
- Eriozona  (4)
- Eristalinus  (5)
- Eristalis Latreille, 1804 (38)
- Eumerus  (62)
- Eupeodes  (45)
- Ferdinandea  (9)
- Hadromyia  (6)
- Hammerschmidtia  (2)
- Helophilus Meigen, 1822 (39)
- Heringia  (16)
- Ischiodon  (1)
- Ischyroptera  (1)
- Lejogaster  (2)
- Lejops  (1)
- Lejota  (5)
- Lepidomyia  (1)
- Leucozona  (6)
- Mallota  (19)
- Melangyna  (21)
- Melanogaster  (9)
- Melanostoma Schiner, 1860 (10)
- Meligramma  (4)
- Meliscaeva  (2)
- Merapioidus  (1)
- Merodon  (81)
- Meromacrus  (5)
- Mesembrius  (1)
- Microdon  (37)
- Milesia  (5)
- Mixogaster  (3)
- Monoceromyia  (1)
- Myathropa  (2)
- Myolepta  (13)
- Nausigaster  (8)
- Neoascia  (18)
- Neocnemodon  (23)
- Ocyptamus  (13)
- Ornidia  (1)
- Orthonevra  (23)
- Palpada  (11)
- Palumbia  (1)
- Paragus  (34)
- Parasyrphus  (20)
- Parhelophilus  (4)
- Pelecocera  (4)
- Pipiza  (31)
- Pipizella  (19)
- Platycheirus  (108)
- Platynochaetus  (3)
- Pocota  (2)
- Polybiomyia  (9)
- Polydontomyia  (1)
- Portevinia  (1)
- Psarus  (1)
- Pseudodoros  (1)
- Psilota  (7)
- Pterallastes  (1)
- Pyritis  (2)
- Rhingia  (4)
- Riponnensia  (5)
- Rohdendorfia  (1)
- Salpingogaster  (2)
- Scaeva  (5)

Halvemaanzweefvliegen Fabricius, 1805
- Sericomyia Meigen, 1803 (16)
- Somula  (2)
- Spazigaster  (1)
- Sphaerophoria Le Peletier & Serville, 1828 (34)
- Sphecomyia  (9)
- Sphegina  (37)
- Spheginoides  (1)
- Sphiximorpha  (13)
- Spilomyia  (20)
- Syritta  (3)
- Syrphocheilosia  (1)
- Syrphus Fabricius, 1775 (16)
- Temnostoma  (13)
- Teuchocnemis  (2)
- Toxomerus  (16)
- Trichopsomyia  (12)
- Trichosomyia  (1)
- Triglyphus  (2)
- Tropidia  (10)
- Volucella Geoffroy, 1762 (38)
- Xanthandrus  (4)
- Xanthogramma Schiner, 1860 (8)
- Xylota  (40)

## In Nederland waargenomen soorten
- Genus: Anasimyia
  - Anasimyia contracta - (Ingesnoerde waterzweefvlieg)
  - Anasimyia interpuncta - (Bokserwaterzweefvlieg)
  - Anasimyia lunulata - (Zoenwaterzweefvlieg)
  - Anasimyia transfuga - (Rechte waterzweefvlieg)
- Genus: Baccha
  - Baccha elongata - (Vliegende speld)
- Genus: Blera
  - Blera fallax - (Roodkapje)
- Genus: Brachyopa
  - Brachyopa bicolor - (Gedeukte sapzweefvlieg)
  - Brachyopa dorsata - (Verborgen sapzweefvlieg)
  - Brachyopa insensilis - (Kale sapzweefvlieg)
  - Brachyopa panzeri - (Roodbruine sapzweefvlieg)
  - Brachyopa pilosa - (Oostelijke sapzweefvlieg)
  - Brachyopa scutellaris - (Loofhoutsapzweefvlieg)
  - Brachyopa testacea - (Dennensapzweefvlieg)
  - Brachyopa vittata - (Grote sapzweefvlieg)
- Genus: Brachypalpoides
  - Brachypalpoides lentus - (Bloedrode bladloper)
- Genus: Brachypalpus
  - Brachypalpus laphriformis - (Gevlekte molmzweefvlieg)
  - Brachypalpus valgus - (Grootsprietmolmzweefvlieg)
- Genus: Caliprobola
  - Caliprobola speciosa - (Juweelzweefvlieg)
- Genus: Callicera
  - Callicera aenea - (Gele glanszweefvlieg)
  - Callicera aurata - (Gouden glanszweefvlieg)
  - Callicera fagesii - (Donkere glanszweefvlieg)
  - Callicera rufa - (Dennenglanszweefvlieg)
- Genus: Ceriana
  - Ceriana conopsoides - (Normale fopblaaskop)
  - Ceriana vespiformis - (Kleine fopblaaskop)
- Genus: Chalcosyrphus
  - Chalcosyrphus eunotus - (Gestreepte molmzweefvlieg)
  - Chalcosyrphus femoratus - (Grote rooddijbladloper)
  - Chalcosyrphus nemorum - (Korte bladloper)
  - Chalcosyrphus piger - (Roodpuntbladloper)
  - Chalcosyrphus valgus - (Kleine rooddijbladloper)
- Genus: Cheilosia
  - Cheilosia aerea - (Toortsgitje)
  - Cheilosia albipila - (Tweekleurig gitje)
  - Cheilosia albitarsis - (Gewoon weidegitje)
  - Cheilosia antiqua - (Primulagitje)
  - Cheilosia barbata - (Ongeschoren gitje)
  - Cheilosia bergenstammi - (Kruiskruidgitje)
  - Cheilosia caerulescens - (Tuingitje)
  - Cheilosia canicularis - (Laat hoefbladgitje)
  - Cheilosia carbonaria - (Trapeziumgitje)
  - Cheilosia chloris - (Moesdistelgitje)
  - Cheilosia chrysocoma - (Vosrood gitje)
  - Cheilosia cynocephala - (Blauw gitje)
  - Cheilosia fasciata - (Vroegste gitje)
  - Cheilosia flavipes - (Geelpootgitje)
  - Cheilosia fraterna - (Moerasgitje)
  - Cheilosia frontalis - (Dotterbloemgitje)
  - Cheilosia griseiventris - (Grijs gitje)
  - Cheilosia grossa - (Wilgengitje)
  - Cheilosia himantopus - (Vroeg hoefbladgitje)
  - Cheilosia illustrata - (Wollig gitje)
  - Cheilosia impressa - (Nazomergitje)
  - Cheilosia lasiopa - (Weegbreegitje)
  - Cheilosia laticornis - (Grootsprietgitje)
  - Cheilosia latifrons - (Bruin gitje)
  - Cheilosia lenis - (Limburgs bosgitje)
  - Cheilosia longula - (Heidegitje)
  - Cheilosia luteicornis - (Sparrengitje)
  - Cheilosia mutabilis - (Slank gitje)
  - Cheilosia nebulosa - (Nevelgitje)
  - Cheilosia nigripes - (Zwartpootgitje)
  - Cheilosia pagana - (Kervelgitje)
  - Cheilosia proxima - (Dofbuikgitje)
  - Cheilosia psilophthalma - (Donkerklauwzandgitje)
  - Cheilosia pubera - (Nagelkruidgitje)
  - Cheilosia ranunculi - (Zuidelijk weidegitje)
  - Cheilosia scutellata - (Paddenstoelgitje)
  - Cheilosia semifasciata - (Vetplantgitje)
  - Cheilosia soror - (Truffelgitje)
  - Cheilosia urbana - (Lichtklauwzandgitje)
  - Cheilosia uviformis - (Zilverkopgitje)
  - Cheilosia variabilis - (Bosgitje)
  - Cheilosia velutina - (Fluwelen gitje)
  - Cheilosia vernalis - (Kustgitje)
  - Cheilosia vicina - (Wipneusgitje)
  - Cheilosia vulpina - (Klitgitje)
- Genus: Chrysogaster
  - Chrysogaster basalis - (Blauw doflijfje)
  - Chrysogaster cemiteriorum - (Geelvleugeldoflijfje)
  - Chrysogaster rondanii - (Breedkopdoflijfje)
  - Chrysogaster solstitialis - (Donker doflijfje)
  - Chrysogaster virescens - (Groen doflijfje)
- Genus: Chrysotoxum
  - Chrysotoxum arcuatum - (Bolle fopwesp)
  - Chrysotoxum bicinctum - (Donkere fopwesp)
  - Chrysotoxum cautum - (Grote fopwesp)
  - Chrysotoxum elegans - (Variabele fopwesp)
  - Chrysotoxum fasciolatum - (Bergfopwesp)
  - Chrysotoxum festivum - (Stipfopwesp)
  - Chrysotoxum intermedium
  - Chrysotoxum lessonae - (Kale fopwesp)
  - Chrysotoxum octomaculatum - (Heidefopwesp)
  - Chrysotoxum vernale - (Streepfopwesp)
  - Chrysotoxum verralli - (Saksische fopwesp)
- Genus: Criorhina
  - Criorhina asilica - (Bij-woudzwever)
  - Criorhina berberina - (Kleine woudzwever)
  - Criorhina floccosa - (Pluimwoudzwever)
  - Criorhina pachymera - (Populierenwoudzwever)
  - Criorhina ranunculi - (Hommelwoudzwever)
- Genus: Dasysyrphus
  - Dasysyrphus albostriatus - (Bretelwimperzweefvlieg)
  - Dasysyrphus friuliensis - (Kommawimperzweefvlieg)
  - Dasysyrphus hilaris - (Geelsnoetwimperzweefvlieg)
  - Dasysyrphus lenensis - (Lena's wimperzweefvlieg)
  - Dasysyrphus neovenustus - (Zwartbandwimperzweefvlieg)
  - Dasysyrphus pauxillus - (Donkere wimperzweefvlieg)
  - Dasysyrphus pinastri - (Zwartsprietwimperzweefvlieg)
  - Dasysyrphus tricinctus - (Geelbandwimperzweefvlieg)
  - Dasysyrphus venustus - (Gewone wimperzweefvlieg)
- Genus: Didea
  - Didea alneti - (Groene didea)
  - Didea fasciata - (Bosdidea)
  - Didea intermedia - (Dennendidea)
- Genus: Doros
  - Doros profuges - (Knotszweefvlieg)
- Genus: Epistrophe
  - Epistrophe cryptica - (Geelborstelbandzweefvlieg)
  - Epistrophe diaphana - (Zuidelijke bandzweefvlieg)
  - Epistrophe eligans - (Enkele-bandzweefvlieg)
  - Epistrophe flava - (Brede bandzweefvlieg)
  - Epistrophe grossulariae - (Zwartsprietbandzweefvlieg)
  - Epistrophe melanostoma - (Zwartbekbandzweefvlieg)
  - Epistrophe nitidicollis - (Zwarthaarbandzweefvlieg)
  - Epistrophe obscuripes - (Zwartborstelbandzweefvlieg)
  - Epistrophe ochrostoma - (Breedkopbandzweefvlieg)
  - Epistrophe olgae - (Olga’s bandzweefvlieg)
- Genus: Epistrophella
  - Epistrophella euchroma - (Stippelelfje)
- Genus: Episyrphus
  - Episyrphus balteatus - (Snorzweefvlieg of Pyjamazweefvlieg)
- Genus: Eriozona
  - Eriozona syrphoides - (Bontzweefvlieg)
- Genus: Eristalinus
  - Eristalinus aeneus - (Kustvlekoog)
  - Eristalinus megacephalus
  - Eristalinus sepulchralis - (Weidevlekoog)
- Genus: Eristalis
  - Eristalis abusiva - (Kustbijvlieg)
  - Eristalis alpina - (Alpenbijvlieg)
  - Eristalis anthophorina - (Friese bijvlieg)
  - Eristalis arbustorum - (Kleine bijvlieg)
  - Eristalis cryptarum - (Roodpootbijvlieg)
  - Eristalis horticola - (Bosbijvlieg)
  - Eristalis intricaria - (Hommelbijvlieg)
  - Eristalis jugorum - (Snuitbijvlieg)
  - Eristalis nemorum - (Puntbijvlieg)
  - Eristalis pertinax - (Kegelbijvlieg)
  - Eristalis picea - (Veenbijvlieg)
  - Eristalis pseudorupium - (Broekbijvlieg)
  - Eristalis rupium - (Bergbijvlieg)
  - Eristalis similis - (Onvoorspelbare bijvlieg)
  - Eristalis tenax - (Blinde bij)
- Genus: Eumerus
  - Eumerus flavitarsis - (Gevlekte bollenzweefvlieg)
  - Eumerus funeralis - (Knobbelbollenzweefvlieg)
  - Eumerus ornatus - (Grootoogbollenzweefvlieg)
  - Eumerus sabulonum - (Duinbollenzweefvlieg)
  - Eumerus sogdianus - (Duistere bollenzweefvlieg)
  - Eumerus strigatus - (Gewone bollenzweefvlieg)
  - Eumerus tarsalis - (Grote bollenzweefvlieg)
  - Eumerus tricolor - (Kalkbollenzweefvlieg)
- Genus: Eupeodes
  - Eupeodes bucculatus - (Variabele kommazweefvlieg)
  - Eupeodes corollae - (Terrasjeskommazweefvlieg)
  - Eupeodes goeldlini - (Veranderlijke kommazweefvlieg)
  - Eupeodes latifasciatus - (Gele kommazweefvlieg)
  - Eupeodes lundbecki - (Noordse kommazweefvlieg)
  - Eupeodes luniger - (Grote kommazweefvlieg)
  - Eupeodes nielseni - (Donkere kommazweefvlieg)
  - Eupeodes nitens - (Golvende kommazweefvlieg)
- Genus: Eurimyia
  - Eurimyia lineata - (Snuitwaterzweefvlieg)
- Genus: Fagisyrphus
  - Fagisyrphus cinctus - (Spits elfje)
- Genus: Ferdinandea
  - Ferdinandea cuprea - (Gewone kopermantel)
  - Ferdinandea ruficornis - (Roodsprietkopermantel)
- Genus: Helophilus
  - Helophilus affinis - (Noordse pendelvlieg)
  - Helophilus hybridus - (Moeraspendelvlieg)
  - Helophilus pendulus - (Gewone pendelvlieg)
  - Helophilus trivittatus - (Citroenpendelvlieg)
- Genus: Heringia
  - Heringia heringi - (Glimmende platbek)
- Genus: Lapposyrphus
  - Lapposyrphus lapponicus - (Boogkommazweefvlieg)
- Genus: Lejogaster
  - Lejogaster metallina - (Gewoon glimlijfje)
  - Lejogaster tarsata - (Moerasglimlijfje)
- Genus: Lejops
  - Lejops vittatus - (Heenzweefvlieg)
- Genus: Leucozona
  - Leucozona glaucia - (Doorzichtig-gele melkzweefvlieg)
  - Leucozona inopinata - (Zwarthaarmelkzweefvlieg)
  - Leucozona laternaria - (Donkere melkzweefvlieg)
  - Leucozona lucorum - (Withaarmelkzweefvlieg)
- Genus: Mallota
  - Mallota cimbiciformis - (Bijmallota)
  - Mallota fuciformis - (Hommelmallota)
- Genus: Megasyrphus
  - Megasyrphus erraticus - (Donkergele bandzweefvlieg)
- Genus: Melangyna
  - Melangyna barbifrons - (Vroeg elfje)
  - Melangyna compositarum - (Zomerelfje)
  - Melangyna labiatarum - (Wimperzomerelfje)
  - Melangyna lasiophthalma - (Wilgenelfje)
  - Melangyna lucifera - (Zilveren elfje)
  - Melangyna pavlovskyi - (Sachalin-elfje)
  - Melangyna quadrimaculata - (Donker elfje)
  - Melangyna umbellatarum - (Melkelfje)
- Genus: Melanogaster
  - Melanogaster aerosa - (Zomers doflijfje)
  - Melanogaster hirtella - (Weidedoflijfje)
  - Melanogaster nuda - (Kaal doflijfje)
- Genus: Melanostoma
  - Melanostoma mellinum - (Gewone driehoekszweefvlieg)
  - Melanostoma scalare - (Slanke driehoekszweefvlieg)
- Genus: Meligramma
  - Meligramma guttata - (Spiegelelfje)
  - Meligramma triangulifera - (Driehoekselfje)
- Genus: Meliscaeva
  - Meliscaeva auricollis - (Variabel elfje)
  - Meliscaeva cinctella - (Stomp elfje)
- Genus: Merodon
  - Merodon armipes
  - Merodon aureus - (Kleinste narcisvlieg)
  - Merodon caucasicus
  - Merodon cinereus
  - Merodon constans
  - Merodon eques
  - Merodon equestris - (Grote narcisvlieg)
  - Merodon moenium - (Kegelnarcisvlieg)
  - Merodon ruficornis - (Prikpootnarcisvlieg)
  - Merodon rufus - (Kleine narcisvlieg)
- Genus: Microdon
  - Microdon analis - (Bosknikspriet)
  - Microdon devius - (Kalkknikspriet)
  - Microdon major - (Grote knikspriet)
  - Microdon mutabilis - (Renmierknikspriet)
  - Microdon myrmicae - (Moerasknikspriet)
- Genus: Myathropa
  - Myathropa florea - (Doodskopzweefvlieg)
- Genus: Myolepta
  - Myolepta dubia - (Gele myolepta)
  - Myolepta vara - (Zwarte myolepta)
- Genus: Neoascia
  - Neoascia annexa - (Breedbandkorsetzweefvlieg)
  - Neoascia geniculata - (Kortsprietkorsetzweefvlieg)
  - Neoascia interrupta - (Veelvlekkorsetzweefvlieg)
  - Neoascia meticulosa - (Donkere korsetzweefvlieg)
  - Neoascia obliqua - (Scheefvlekkorsetzweefvlieg)
  - Neoascia podagrica - (Gewone korsetzweefvlieg)
  - Neoascia tenur - (Tengere korsetzweefvlieg)
  - Neoascia unifasciata - (Limburgse korsetzweefvlieg)
- Genus: Neocnemodon
  - Neocnemodon brevidens - (Wratjesplatbek)
  - Neocnemodon latitarsis - (Bokspootplatbek)
  - Neocnemodon pubescens - (Donkerhaarplatbek)
  - Neocnemodon verrucula - (Wilgenplatbek)
  - Neocnemodon vitripennis - (Gespoorde platbek)
- Genus: Orthonevra
  - Orthonevra brevicornis - (Bosglimmer)
  - Orthonevra geniculata - (Vroege glimmer)
  - Orthonevra intermedia - (Veenglimmer)
  - Orthonevra nobilis - (Zomerse glimmer)
- Genus: Paragus
  - Paragus albifrons - (Gevlekt kalkkrieltje)
  - Paragus bicolor - (Rood kalkkrieltje)
  - Paragus haemorrhous - (Gewoon krieltje)
  - Paragus pecchiolii - (Zilveren krieltje)
  - Paragus quadrifasciatus - (Geelbandkrieltje)
  - Paragus tibialis - (Piemelkrieltje)
- Genus: Parasyrphus
  - Parasyrphus annulatus - (Dennenroetneusje)
  - Parasyrphus lineolus - (Zwartpootroetneusje)
  - Parasyrphus macularis - (Groot gevlekt roetneusje)
  - Parasyrphus malinellus - (Glimmend roetneusje)
  - Parasyrphus nigritarsis - (Haantjesbandzweefvlieg)
  - Parasyrphus punctulatus - (Gevlekt roetneusje)
  - Parasyrphus relictus - (Ringpootroetneusje)
- Genus: Parhelophilus
  - Parhelophilus consimilis - (Veenfluweelzweefvlieg)
  - Parhelophilus frutetorum - (Bosfluweelzweefvlieg)
  - Parhelophilus versicolor - (Gewone fluweelzweefvlieg)
- Genus: Pelecocera
  - Pelecocera caledonica - (Verdwenen heidedwerg)
  - Pelecocera lusitanica - (Duinheidedwerg)
  - Pelecocera scaevoides - (Gele heidedwerg)
  - Pelecocera tricincta - (Bijlsprietje)
- Genus: Pipiza
  - Pipiza accola - (Zwervende platbek)
  - Pipiza austriaca - (Knobbeldijplatbek)
  - Pipiza fasciata - (Vliegerplatbek)
  - Pipiza festiva - (Geelbuikplatbek)
  - Pipiza lugubris - (Donkere platbek)
  - Pipiza luteitarsis - (Slanke platbek)
  - Pipiza noctiluca - (Grofgestippelde platbek)
  - Pipiza notata - (Fijngestippelde platbek)
  - Pipiza quadrimaculata - (Korte platbek)
- Genus: Pipizella
  - Pipizella annulata - (Grote langsprietplatbek)
  - Pipizella divicoi - (Brede langsprietplatbek)
  - Pipizella pennina - (Knobbellangsprietplatbek)
  - Pipizella viduata - (Gewone langsprietplatbek)
  - Pipizella virens - (Limburgse langsprietplatbek)
  - Pipizella zeneggenensis - (Berglangsprietplatbek)
- Genus: Platycheirus
  - Platycheirus albimanus - (Micaplatvoetje)
  - Platycheirus ambiguus - (Krulhaarplatvoetje)
  - Platycheirus angustatus - (Slank platvoetje)
  - Platycheirus aurolateralis - (Duister schaduwplatvoetje)
  - Platycheirus clypeatus - (Gewoon platvoetje)
  - Platycheirus discimanus - (Wilgenplatvoetje)
  - Platycheirus europaeus - (Zorroplatvoetje)
  - Platycheirus fulviventris - (Geel platvoetje)
  - Platycheirus immarginatus - (Kustplatvoetje)
  - Platycheirus manicatus - (Snuitplatvoetje)
  - Platycheirus occultus - (Veenplatvoetje)
  - Platycheirus parmatus - (Limburgs platvoetje)
  - Platycheirus peltatus - (Scheefvlekplatvoetje)
  - Platycheirus perpallidus - (Snavelzeggeplatvoetje)
  - Platycheirus scambus - (Moerasplatvoetje)
  - Platycheirus scutatus - (Gewoon schaduwplatvoetje)
  - Platycheirus splendidus - (Iepenschaduwplatvoetje)
  - Platycheirus sticticus - (Woudplatvoetje)
  - Platycheirus tarsalis - (Bergplatvoetje)
- Genus: Pocota
  - Pocota personata - (Pocota)
- Genus: Portevinia
  - Portevinia maculata - (Daslookgitje)
- Genus: Psarus
  - Psarus abdominalis - (Vermiljoenzweefvlieg)
- Genus: Psilota
  - Psilota anthracina - (Eikenspitsbek)
  - Psilota atra - (Dennenspitsbek)
  - Psilota exilistyla - (Spichtige spitsbek)
- Genus: Pyrophaena
  - Platycheirus granditarsus - (Klompvoetje)
  - Pyrophaena rosarum - (Vlinderstrikje)
- Genus: Rhingia
  - Rhingia borealis - (Korte-snuitvlieg)
  - Rhingia campestris - (Gewone snuitvlieg)
  - Rhingia rostrata - (Rode snuitvlieg)
- Genus: Riponnensia
  - Riponnensia splendens - (Grote Limburgse glimmer)
- Genus: Scaeva
  - Scaeva dignota - (Zuidelijke halvemaanzweefvlieg)
  - Scaeva pyrastri - (Witte halvemaanzweefvlieg)
  - Scaeva selenitica - (Gele halvemaanzweefvlieg)
- Genus: Sericomyia
  - Sericomyia bombiformis - (Grote fophommel)
  - Sericomyia lappona - (Donkere veenzweefvlieg)
  - Sericomyia silentis - (Gele veenzweefvlieg)
  - Sericomyia superbiens - (Gele fophommel)
- Genus: Sphaerophoria
  - Sphaerophoria batava - (Zandlanglijf)
  - Sphaerophoria chongjini - (Oosterse langlijf)
  - Sphaerophoria fatarum - (Kleine gevlekte langlijf)
  - Sphaerophoria interrupta - (Grote gevlekte langlijf)
  - Sphaerophoria loewi - (Zilte langlijf)
  - Sphaerophoria philanthus - (Donkere langlijf)
  - Sphaerophoria potentillae - (Hoogveenlanglijf)
  - Sphaerophoria rueppelli - (Kleine langlijf)
  - Sphaerophoria scripta - (Grote langlijf)
  - Sphaerophoria taeniata - (Graslanglijf)
  - Sphaerophoria virgata - (Heidelanglijf)
- Genus: Sphegina
  - Sphegina clunipes - (Gewone bronzweefvlieg)
  - Sphegina elegans - (Beek-bronzweefvlieg)
  - Sphegina nigra - (Roodsprietbronzweefvlieg)
  - Sphegina sibirica - (Grote bronzweefvlieg)
  - Sphegina verecunda - (Kleine bronzweefvlieg)
- Genus: Sphiximorpha
  - Sphiximorpha subsessilis - (Grote fopblaaskop)
- Genus: Spilomyia
  - Spilomyia manicata - (Behaarde wespvlieg)
  - Spilomyia saltuum - (Kale wespvlieg)
- Genus: Syritta
  - Syritta pipiens - (Menuetzweefvlieg)
- Genus: Syrphus
  - Syrphus nitidifrons - (Onderbroken-bandzweefvlieg)
  - Syrphus ribesii - (Bessenbandzweefvlieg)
  - Syrphus sexmaculatus
  - Syrphus torvus - (Bosbandzweefvlieg)
  - Syrphus vitripennis - (Kleine bandzweefvlieg)
- Genus: Temnostoma
  - Temnostoma bombylans - (Donkere wespvlieg)
  - Temnostoma meridionale - (Maanwespvlieg)
  - Temnostoma vespiforme - (Echte wespvlieg)
- Genus: Trichopsomyia
  - Trichopsomyia flavitarsis - (Kleinvlekplatbek)
  - Trichopsomyia joratensis - (Verborgen platbek)
  - Trichopsomyia lucida - (Grootvlekplatbek)
- Genus: Triglyphus
  - Triglyphus primus - (Kortlijfplatbek)
- Genus: Tropidia
  - Tropidia scita - (Moeraszweefvlieg)
- Genus: Volucella
  - Volucella bombylans - (Hommelreus)
  - Volucella inanis - (Wespreus)
  - Volucella inflata - (Gele reus)
  - Volucella pellucens - (Witte reus)
  - Volucella zonaria - (Stadsreus)
- Genus: Xanthandrus
  - Xanthandrus comtus - (Platte zweefvlieg)
- Genus: Xanthogramma
  - Xanthogramma citrofasciatum - (Streepcitroenzweefvlieg)
  - Xanthogramma dives - (Zuidelijke citroenzweefvlieg)
  - Xanthogramma laetum - (Wimpercitroenzweefvlieg)
  - Xanthogramma pedissequum - (Gewone citroenzweefvlieg)
  - Xanthogramma stackelbergi - (Boscitroenzweefvlieg)
- Genus: Xylota
  - Xylota abiens - (Kleine grijze bladloper)
  - Xylota florum - (Grote grijze bladloper)
  - Xylota ignava - (Grote rode bladloper)
  - Xylota jakutorum - (Bloembladloper)
  - Xylota meigeniana - (Berookte bladloper)
  - Xylota segnis - (Gewone rode bladloper)
  - Xylota sylvarum - (Grote gouden bladloper)
  - Xylota tarda - (Kleine rode bladloper)
  - Xylota xanthocnema - (Gevlekte gouden bladloper)